# Amérindiens aux États-Unis
Les Amérindiens aux États-Unis (en anglais : Native Americans) sont les premiers occupants du continent américain vivant sur le territoire des États-Unis d'Amérique et reconnus par le bureau du recensement des États-Unis comme l'un des peuples autochtones des États-Unis (en anglais : Native Americans ou Indigenous Americans), qui comprend aussi les Inuits de l'Alaska et les Océano-Américains de Hawaï, des îles Mariannes et des Samoa.
L'arrivée des Européens en Amérique du Nord à partir du XVIe siècle provoqua d'importantes conséquences sur les Amérindiens : leur nombre s'effondra à cause des maladies, des guerres et des mauvais traitements. Leur mode de vie et leur culture subirent des mutations. Avec l'avancée de la « Frontière » et la colonisation, ils perdirent la majorité de leur territoire, furent contraints d'intégrer des réserves. Leur situation démographique, sociale et économique ne cessa de se dégrader. Depuis les années 1970, la communauté amérindienne connaît un certain renouveau : sa population augmente, la pauvreté recule lentement, les traditions revivent. Néanmoins, bien que les Amérindiens soient reconnus par l'Indian Citizenship Act de 1924 comme des citoyens à part entière, ils restent en marge du développement américain.

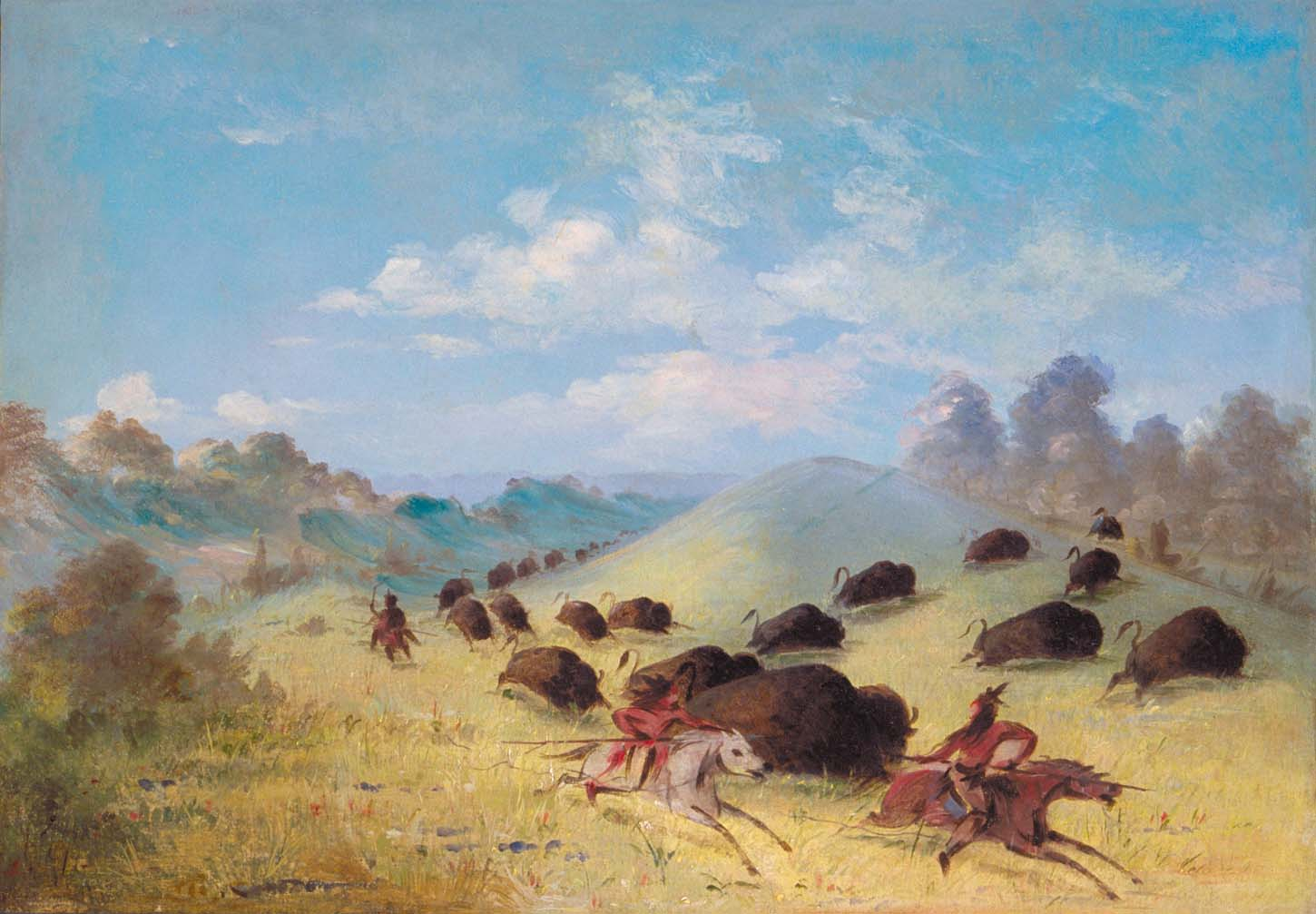
Comanches chassant le bison, par George Catlin.

## Désignation
Avec les travaux du cartographe Martin Waldseemüller au début du XVIe siècle, les Occidentaux commencent à parler de « continent américain », en l’honneur du navigateur italien Amerigo Vespucci ; en Europe, pour décrire les autochtones, on utilise d'abord le terme raciste de « sauvage »,.
Au XXIe siècle, aux États-Unis l’on préfère l'expression « Native Americans » de plus en plus utilisée depuis les années 1960, traduit en français sur le site de  L'Organisation des États Américains (OEA), par « Autochtones américains ». D'autres termes peuvent être utilisés, comme « Native peoples » (peuples autochtones), « American Indians » (Indiens d’Amérique), « Aboriginal Peoples » (peuples aborigènes), « Indigenous Peoples of America » (peuples autochtones d’Amérique), ou, dans un usage universitaire minoritaire, « Amerindians » (Amérindiens) et « Amerinds » ; les autochtones préfèrent employer leurs propres noms d'ethnie ou de tribu. Selon l'Université d'Alaska à Fairbank, Inupiaq, Yupik ou Inuit sont les termes à prévilégier pour nommer les peuples autochtones d'Alaska
La Déclaration sur les droits des autochtones américains, est adoptée par les États-Unis, en 2016, après 17 ans de négociations,. En 2021, Joe Biden, alors Président des États-Unis, signe la première proclamation désignant le second lundi du mois d’octobre : Journée des peuples autochtones (États-Unis)[réf. souhaitée].
En 2018, le Conseil permanent de l'OEA a adopté une Résolution établissant la "Semaine interaméricaine des peuples autochtones" qui a lieu autours du 9 août pour coïncider avec la commémoration de la Journée internationales des peuples autochtones
Du point de vue législatif, le National Congress of American Indians (en) désigne les populations membres des peuples autochtones d'Amérique du Nord, étant régis par les lois relatives à la gestion du territoire, par Nations tribales: « tribal nations »
En anglais, la formule « redskins » est considérée offensante, et en français peaux-rouges l'est tout autant,
Le terme d'amérindien tend à l'emporter sur celui d'indien.

## Histoire

### Époque précolombienne

#### Sources

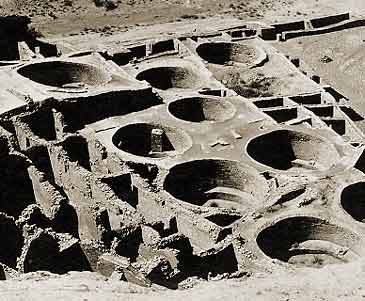
L’archéologie permet de retracer une partie de l’histoire amérindienne. Ici, le site anasazi de Chaco Canyon au Nouveau-Mexique.

Retracer le passé des populations amérindiennes est un véritable défi pour les historiens. En effet, leur culture repose sur la transmission orale. Contrairement aux Mayas ou aux Aztèques, les peuples d’Amérique du Nord n’utilisent aucun système d’écriture à l’époque précolombienne et demeurent par conséquent dans la protohistoire. Il existe cependant de nombreux sites avec des pétroglyphes ou les wiigwaasabak (en) (dessins sur des feuilles de bouleaux) qui témoignent d'une riche illustration. Influencés par les Européens, certains peuples développent toutefois un système d’écriture syllabaire (Cherokees, Pieds-Noirs, Innus, Cris, Inuits) ou alphabétique pour une trentaine de peuples (Cheyennes, Micmacs, Navajos).
Pour autant, écrire une histoire des Amérindiens n’est pas totalement impossible. Il faut pour cela croiser les sources archéologiques et artistiques. L’étude des scènes et des calendriers peints sur les peaux d’animaux ou celle des pétroglyphes du Sud-Ouest américain ou du Nord des Grands Lacs est souvent utilisée par les spécialistes.
L’histoire des peuples amérindiens peut également être en partie reconstituée grâce aux récits des Européens ayant établi les premiers contacts. Missionnaires, explorateurs, officiers, coureurs des bois donnent des informations intéressantes sur les indigènes. Par exemple, le mémorialiste de l’expédition de Pánfilo de Narváez, Álvar Núñez Cabeza de Vaca a consigné ses observations ethnographiques sur les peuples indigènes du golfe du Mexique, publiées en 1555 sous le titre de Naufragios (Naufrages). Ces témoignages sont toutefois d’une nature bien particulière ; ce sont ceux des conquérants qui redoutent les autochtones, les méprisent ou les décrivent comme des sauvages. Certains écrits de captifs, faits prisonniers des Amérindiens à la suite de raids, présentent des informations intéressantes sur les différents peuples d’Amérique du Nord. Réduits en esclavage, ces prisonniers vivent au sein des natifs, et ont parfois livré des descriptions précieuses pour les anthropologues.

#### Peuplement préhistorique

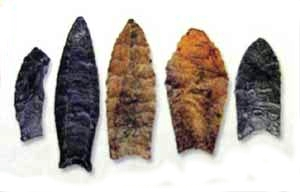
Flèches préhistoriques paléoindiennes, culture Clovis.

Il est généralement admis que l’arrivée des premiers Hommes sur le continent américain remonte à la dernière ère glaciaire et se réalise par une seule grande vague migratoire il y a moins de 23 000 ans. À cette époque, le détroit de Béring est pris par les glaces et forme un passage terrestre entre l’Asie et l’Amérique emprunté des populations asiatiques nomades. Il est également possible que certains Hommes aient longé les côtes en bateau,.
La présence humaine est attestée en Alaska vers 20 000 av. J.-C., vers 16 000 av. J.-C. sur la côte est (Pennsylvanie, Virginie, Caroline du Sud), vers 13 000 av. J.-C. sur le site Clovis (Nouveau-Mexique) vers 10 000 av. J.-C. en Floride,,.
Depuis les années 1990, plusieurs théories alternatives sont proposées qui tentent de remettre en cause le consensus actuel sur l’origine uniquement asiatique des premiers occupants de l’Amérique. L'une d'elles, soutenue par les paléontologues Dennis Stanford et Bruce Bradley, et les généticiens Douglas Wallace et Stephen Oppenheimer, forme l'hypothèse d'une migration européenne dans l'Atlantique Nord au Paléolithique supérieur reposant pour partie sur des similarités d'ordre technique et typologique, et notamment sur la découverte d'outils en silex de la Culture Clovis d'apparence similaire à ceux du Solutréen en Europe de l'Ouest,. Cependant, l'interprétation des marqueurs génétiques des anciennes populations amérindiennes apparait incompatible avec cette hypothèse,, qui reste par conséquent marginale et controversée dans la communauté scientifique.
Les restes de l'homme de Kennewick, découverts dans l'État de Washington en 1996, auraient environ 9 000 ans et, selon les premiers chercheurs, ne présentaient pas les traits morphologiques des Amérindiens actuels. Mais une analyse ADN publiée conjointement par l'université de Copenhague et l'université de médecine de Stanford ont prouvé que les principaux marqueurs génétiques étaient amérindiens. À la suite de cette découverte, l'homme de Kennewick a reçu en 2016 une sépulture amérindienne.

#### Cultures disparues

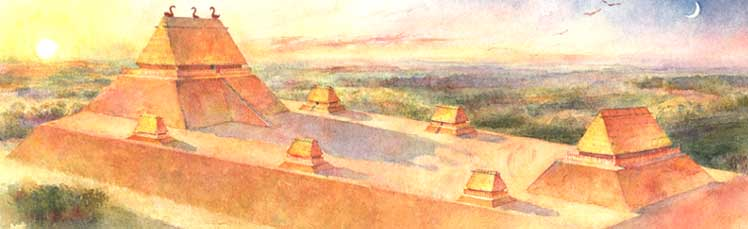
Reconstitution d’un tertre des Mound Builders.

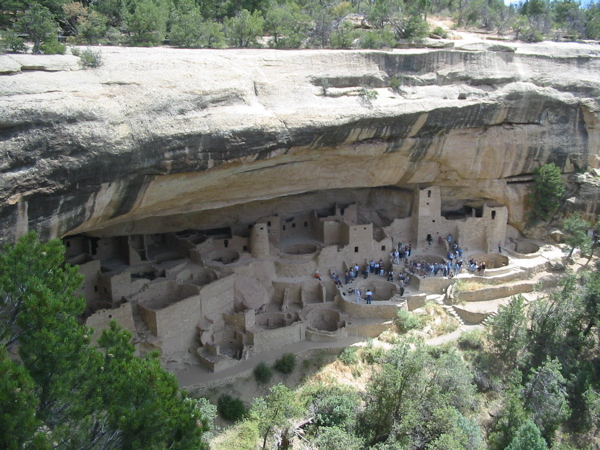
Cliff Palace, site anasazi dans le parc national de Mesa Verde (Colorado).

Les différents sites préhistoriques attestent d’abord de l’existence de groupes de chasseurs-cueilleurs nomades. Ces Paléoaméricains chassaient les animaux du Pléistocène (mammouth laineux, bison) ; d'autres pratiquaient la pêche et le ramassage de coquillages sur les côtes. L'archéologie a mis au jour des objets lithiques, en particulier les pointes de flèche des traditions Clovis et Folsom. Ces chasseurs utilisaient probablement déjà l'atlatl pour envoyer leurs projectiles[réf. nécessaire].
Il y a environ 11 500 ans, le climat de l'Amérique du Nord devint plus chaud et plus sec, ce qui eut pour conséquence une évolution du milieu naturel : la mégafaune disparut et la végétation s'adapta aux nouvelles conditions. À la faveur d’un réchauffement climatique et d’influences méso-américaines, les populations amérindiennes se sont sédentarisées. Cette période archaïque se caractérise par la diversification des sources de nourriture : chasse d'un gibier plus petit (cervidés), pêche dans les cours d'eau, cueillette de baies, noix, graines et tubercules. Surtout, les premières formes d’agriculture et de commerce se développent dans certaines régions : à l’est du Mississippi, le tournesol est cultivé vers 3000 av. J.-C. À l'époque précolombienne, l'ensemble des Amérindiens consommait 1 000 espèces végétales et 1 500 espèces animales différentes.
Les civilisations disparues avant l’arrivée des Européens se répartissent en deux régions principales. L’une se trouve à l’est du Mississippi, où s’épanouissent successivement les Mound Builders, les Adenas, les Hopewells et les civilisations du Mississippi ; l’autre occupe le Sud-Ouest des États-Unis actuels, où se côtoient les Mogollons, les Hohokams et les Anasazis[réf. nécessaire].
Ces civilisations présentent un haut degré de développement marqué par un certain niveau d’urbanisation (Cahokia, Chaco Canyon), une agriculture efficace (irriguée dans le Sud-Ouest) et diversifiée (courge, maïs, haricot et coton dans le Sud-Ouest), un artisanat raffiné (travail du cuivre) et des lieux de culte monumentaux (tertres en terre des Mound Builders, kivas des Anasazis). Les causes de leur effondrement avant le XVIe siècle demeurent incertaines : les Anasazis disparaissent sans doute en raison d'une grande sécheresse.

#### Caractéristiques culturelles traditionnelles
Les Amérindiens dépendent des conditions climatiques et des ressources naturelles, même s’ils ont su s’adapter aux contraintes. Chaque peuple a ainsi développé une activité de prédilection, avec son savoir-faire propre.

#### Croyances et mythologie

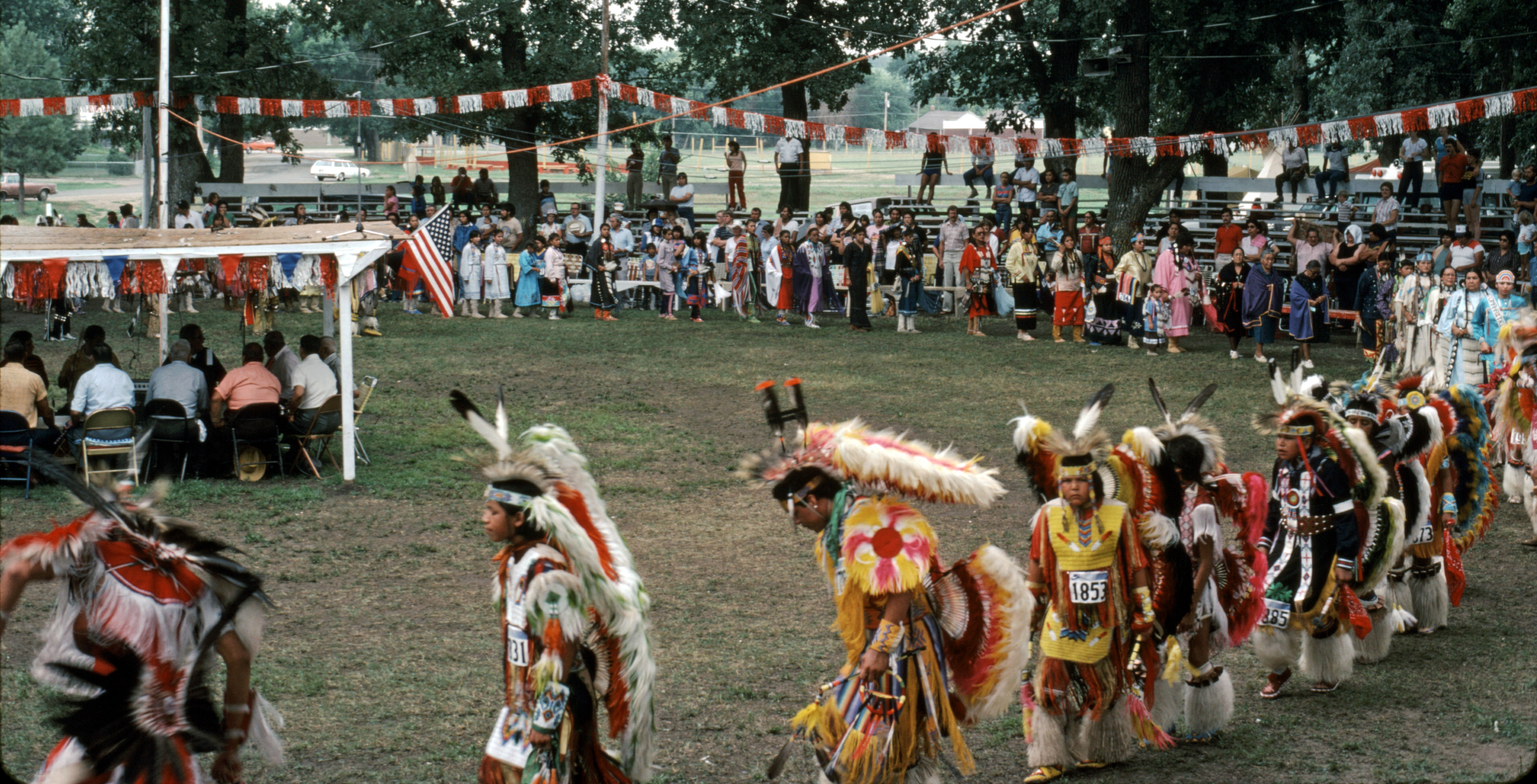
Un pow-wow.

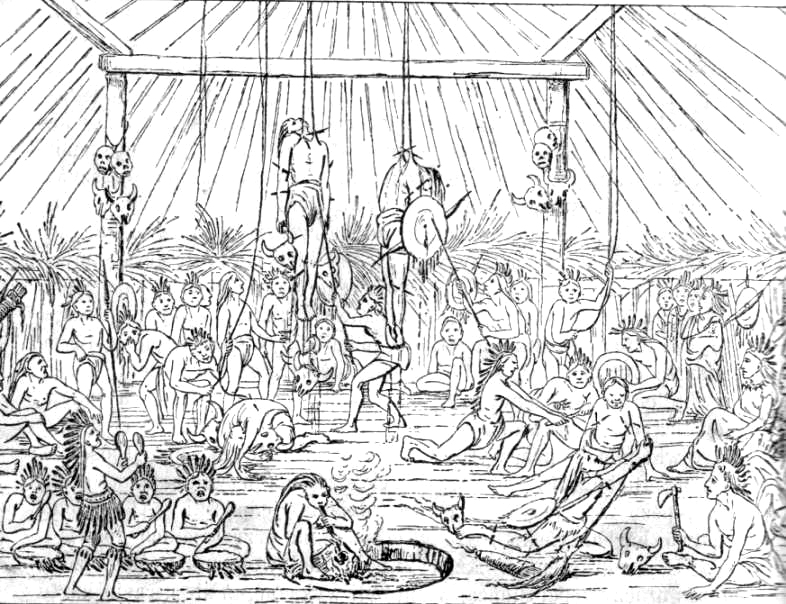
Croquis de la cérémonie de l’Okipa chez les Mandans par George Catlin.

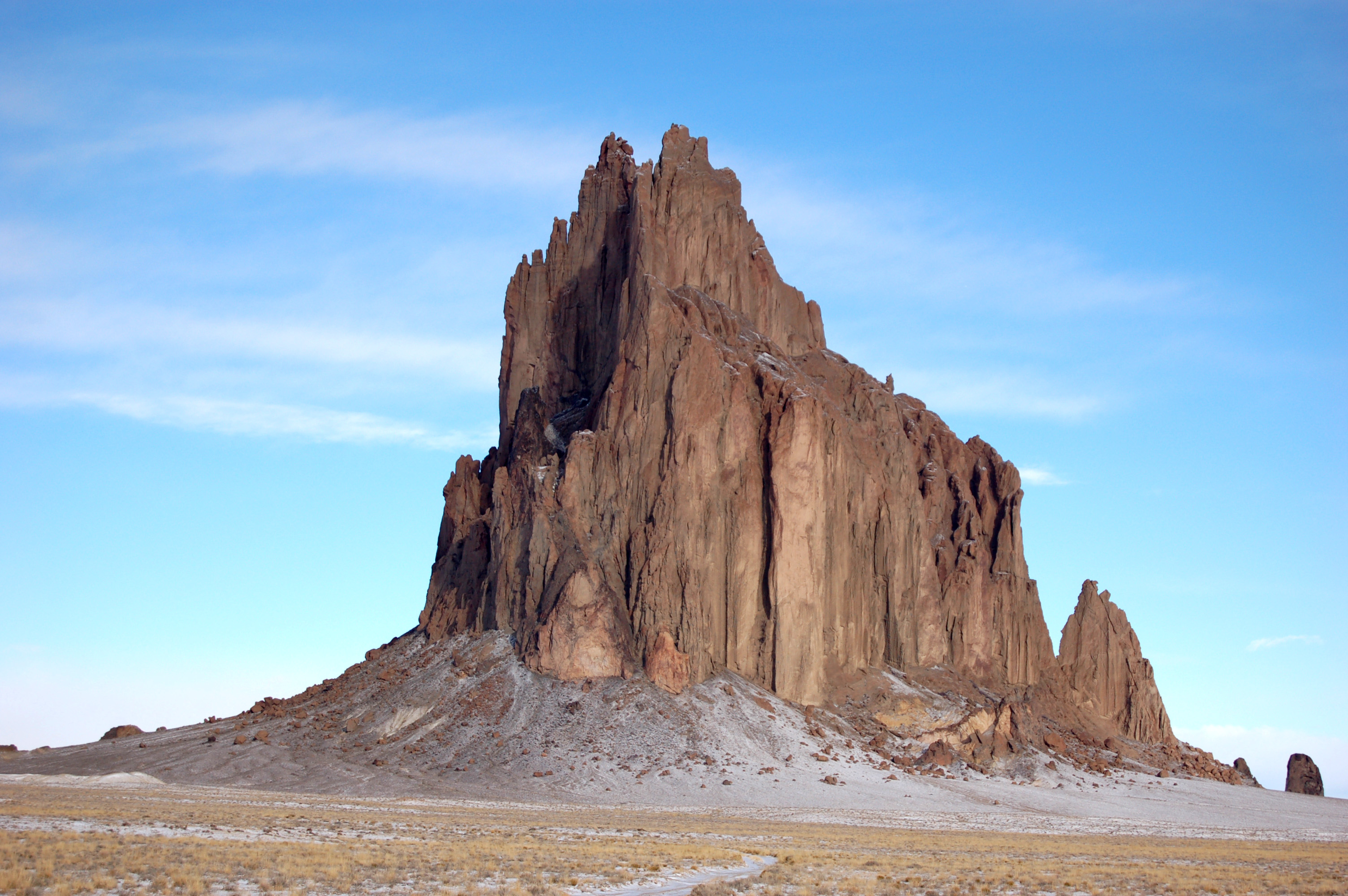
Un site sacré pour les Amérindiens : Shiprock (Nouveau-Mexique).

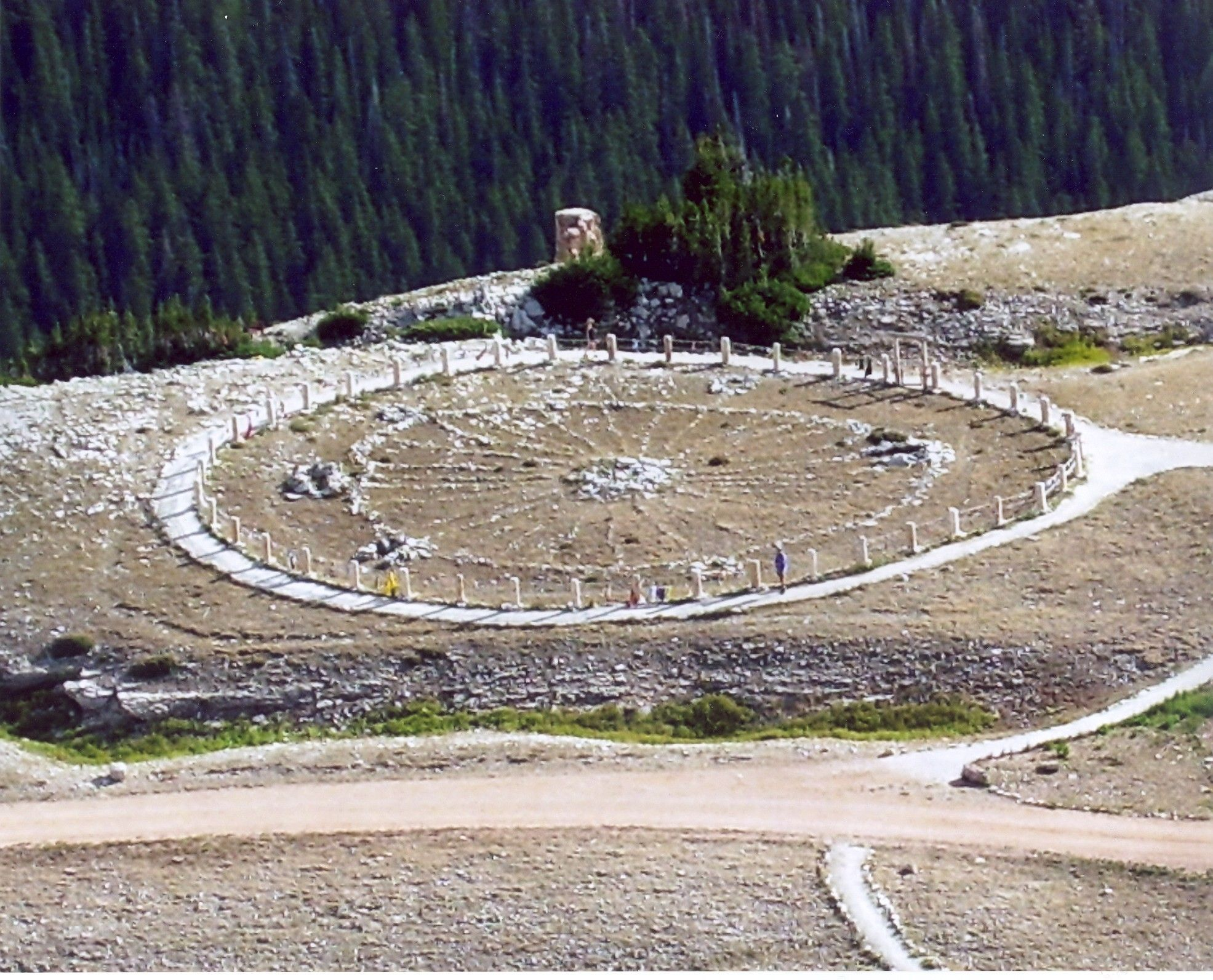
Une Medicine Wheel dans le Wyoming.

Étant donné la grande acculturation des Amérindiens d’aujourd’hui, il est souvent difficile de retrouver leurs croyances originelles. Ils ont été christianisés par les prêtres européens à partir du XVIIe siècle et les deux cultures ont souvent fusionné : les religions amérindiennes sont syncrétiques car elles ne possèdent pas de dogme rigide. Cependant, des éléments des croyances indiennes ont subsisté, à l’instar de la situation en Amérique centrale. S’il existe une diversité dans les rites et les superstitions indiennes, il est néanmoins possible de dégager quelques points communs qui permettent de comprendre leur spiritualité.
En premier lieu, les Amérindiens sont animistes et conçoivent le monde comme un « Grand Tout » dans lequel les éléments naturels et surnaturels coexistent. La frontière entre le monde visible et le monde des esprits n’existe pas et les croyances s’expriment dans tous les moments de la vie quotidienne.
Les Amérindiens honorent un Dieu créateur et unique appelé « Le Grand Esprit » dont le nom varie en fonction des langues : « Wacondah » ou « capitaine du ciel » pour les Apaches, « Gitche Manitou » chez les Algonquins. Il existe aussi une multitude de dieux secondaires, « Esprits auxiliaires » (par exemple : les esprits du vent, du feu, du tonnerre, ou wakantanka, le dieu de la chasse) ou encore « ancêtres ». Le monde compte également des créatures maléfiques comme le wendigo. Mais contrairement aux Aztèques ou aux Incas, les Indiens d'Amérique du Nord n'assimilèrent pas les explorateurs européens à des dieux. Même s'il existe des récits traditionnels faisant mention de migrations de leurs ancêtres, la plupart des Amérindiens pensent qu'ils sont apparus en Amérique. Dans beaucoup de mythes, les Amérindiens auraient émergé de la mer, d'un lac ou d'une cavité.
Ensuite, les Amérindiens partagent des rites communs qui ont comme principale caractéristique d’être cycliques. Avant les prières ou les grandes cérémonies (départ à la chasse, à la guerre, passage à l'âge adulte), les Amérindiens doivent se purifier : ils utilisent pour cela la hutte à sudation ou les bains rituels. Les moyens d’entrer en transe ou d’avoir des visions sont multiples : fumer ou brûler des plantes (tabac, sauge, écorce de bouleau), jeûnes ou prise de drogues comme le peyotl. Il existe bien d’autres rituels destinés à se concilier les esprits tels que les offrandes à la Terre-Mère pour faire pousser le maïs ou bien à l’esprit de l’animal tué à la chasse.
La danse tient également une place prépondérante au moment des grands rassemblements (les pow-wow). La Danse des Esprits (en anglais : Ghost Dance) réunit les participants qui répètent des couplets au son des tambours. Leurs incantations peuvent mener à la transe. La Danse du Soleil (Sun Dance) dans les Grandes Plaines a pour but de vénérer l’astre diurne, pendant la période du solstice d’été. Elle est accompagnée de mutilations corporelles volontaires destinées à montrer son courage et à entrer en transe. Les Cherokees pratiquent quant à eux la Danse de la pluie pour que leurs récoltes soient bonnes. Les Amérindiens fréquentent des sites qu'ils considèrent comme sacrés : Bear Butte (Dakota du Sud), Devils Tower (Wyoming), Shiprock (Nouveau-Mexique) ou Enchanted Rock (Texas).
Les pratiques religieuses ne sont pas le monopole d’un clergé à proprement parler : le chaman est chargé d’entrer en contact avec les esprits et d’interpréter les signes surnaturels par l'observation de la nature, par le rêve et la transe. La sagesse de l’ « homme-médecine » lui permet de guérir les malades : il était capable de réduire la douleur par les plantes ou l’hypnose.
Enfin, sur un plan symbolique, les Amérindiens représentent des formes et des silhouettes depuis des milliers d’années sur différents supports : sur les parois et les rochers (pétroglyphes), sur le sable (peintures navajos), les peaux d’animaux (Indiens des Plaines), les objets de la vie quotidienne, jusque sur leurs corps (peintures rituelles). Ces symboles forment un langage ésotérique. Le cercle est l’un des plus fréquents : on le retrouve dans les danses rituelles, la forme et la disposition des tipis ou des wigwams, dans le soleil et dans les medicine wheels (« roues médecine »). Il symbolise l'unité et l'équilibre du monde, son renouveau sous forme de cycle.
Chaque animal et élément sacré doit être représenté sous forme de totem qui peut prendre des formes diverses (mât sculpté, sac médecine, partie du corps d’un animal). Chaque clan a le sien : la tortue pour les Iroquois ; l’ours pour les Mohawks, le calumet pour les Cayugas. Ces groupes totémiques sont toutefois bien distincts des tribus[réf. nécessaire].
Les Amérindiens croient en une existence après la mort. Cependant, les rites mortuaires sont très différents d'un peuple à l'autre : dans le Sud-Ouest, les Hopis enterrent les défunts. Dans les Grandes Plaines, les parents se coupent les cheveux ou s'automutilent. Sur les côtes du Nord-Ouest, les morts sont placés dans des cabanes mortuaires. Dans les plaines du nord, les corps sont disposés sur des arbres ou des échafaudages pour qu'ils se décomposent à l'air libre.

#### Rapport à la nature
Pour les Amérindiens des États-Unis, la Terre est leur mère. Tout ce qui est dans la nature, êtres vivants ou non, participe au lien sacré de la vie. Chacun à sa manière remplit sa mission. L’Homme n’a pas tissé la toile de la terre : il en est simplement le fil. Chaque élément naturel, chaque animal est digne de respect.[réf. nécessaire]

#### Organisation sociale et politique

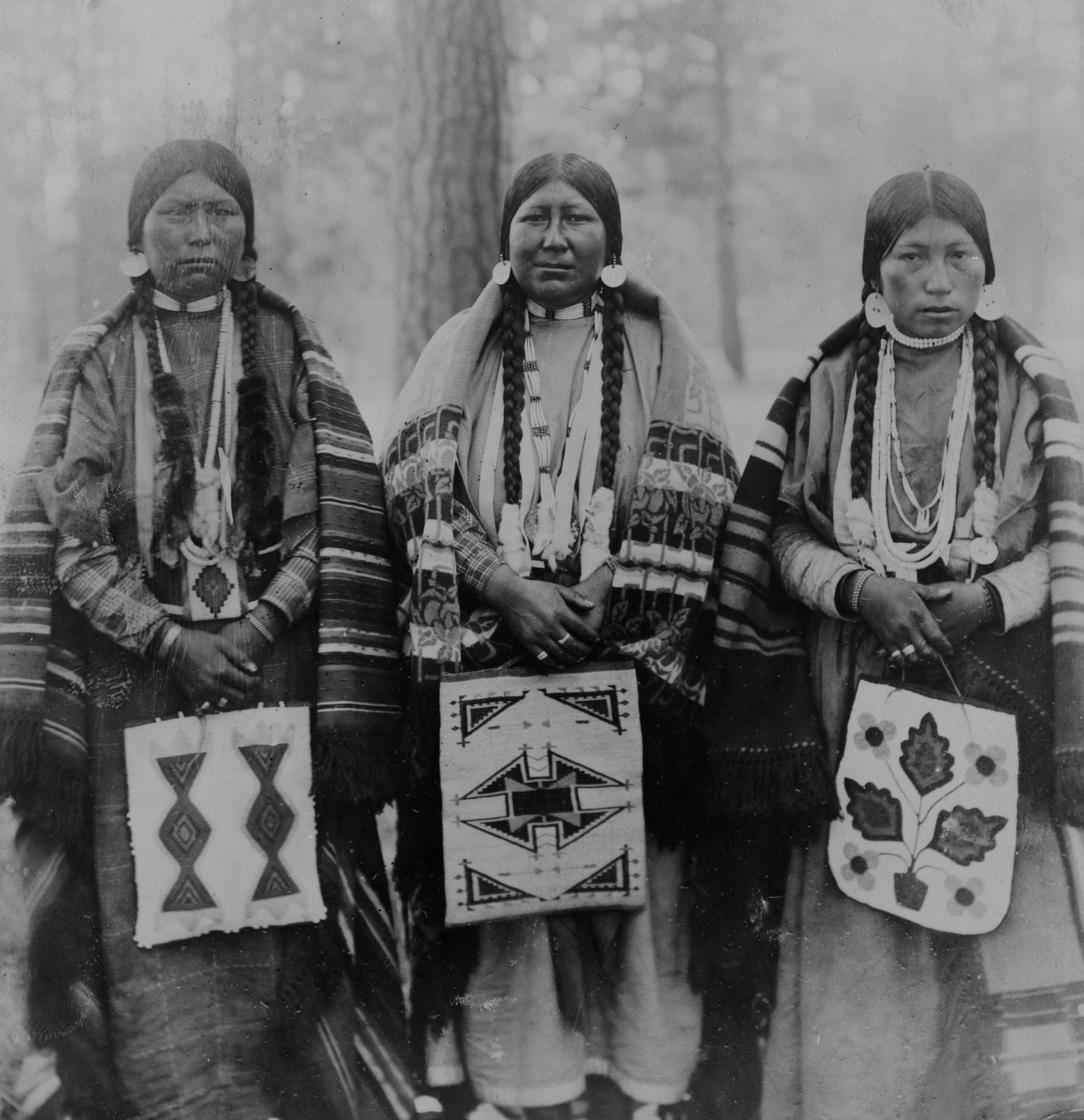
Amérindiennes, Oregon, vers 1902.

L’organisation sociale varie selon les peuples. En schématisant, on peut distinguer deux groupes : des sociétés égalitaires et animistes d'une part, et des sociétés hiérarchisées et déistes d'autre part. Dans le Nord-Ouest, les Amérindiens ont développé une stratification sociale importante, tandis qu’elle est quasi inexistante chez les Navajos, pour lesquels la famille est la base de la société. Chez les peuples sédentaires les travaux dans les champs ou la chasse des grands animaux nécessitent une certaine organisation sociale[réf. nécessaire].
Les femmes tiennent une place importante dans la vie sociale. Elles préparent le bison ou les récoltes et elles s’occupent des enfants. Une mère peut avoir suffisamment d’influence pour dissuader son fils de partir à la guerre. Chez les Navajos et les Iroquois, le mode de filiation est matrilinéaire[réf. nécessaire].
Depuis la dislocations des royaumes amérindiens du Mississippi et du Sud-Ouest, il n'existe plus d'État centralisé en Amérique du Nord. Les Amérindiens, se répartissant en nations, parfois subdivisées en clans, ont des caractéristiques communes : leurs membres élisent et déposent leur souverains; ils sont solidaires et défendent leurs intérêts mutuels. Ils sont enterrés au même endroit. Le souverain, parfois appelé sachem, est responsable du bien commun. Il est choisi pour ses capacités et sa sagesse, même si certaines nations connaissent la transmission héréditaire du pouvoir. Les Amérindiens de l’époque précolombienne n’ont pas de lois écrites mais disposent de normes orales (Gayanashagowa des Iroquois).

#### Guerre

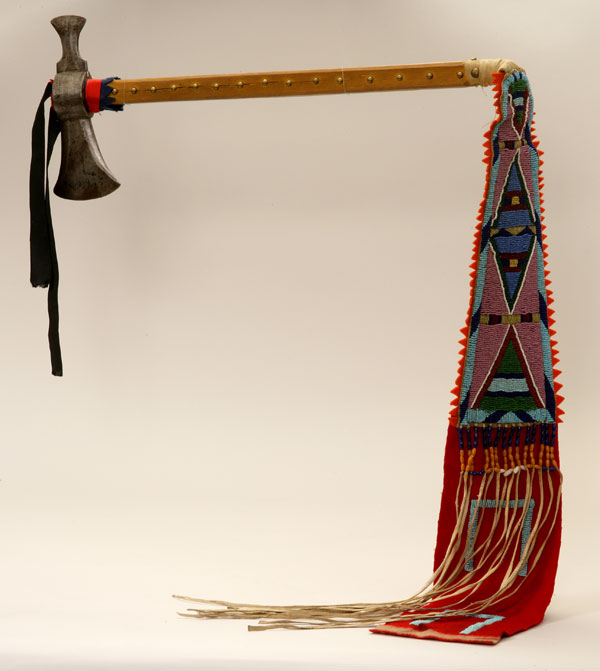
Tomahawk nez-percé.

Avant l'arrivée de Européens, les guerres se manifestent par des raids pour montrer son courage ou pour enlever des femmes. Par exemple, à l’est, les Sénécas (une nation iroquoise) affrontent régulièrement les Cherokees. Dans les Hautes Plaines, les Sioux massacrent les Mandans et les Apaches s’attaquent fréquemment aux Pueblos dans le Sud-Ouest. Au début du XVIIe siècle, les colonisateurs français prennent part aux attaques des Algonquins et des Hurons contre leurs ennemis iroquois. Ces derniers répliquent au milieu du XVIIe siècle et finissent par affaiblir le royaume des Hurons. Les guerriers les plus redoutables sont les Indiens des Plaines.[réf. nécessaire]
Tous ces conflits sont des guerres de territoire, d’honneur, de pillage ou de vengeance. Le courage et la bravoure sont des principes fondamentaux chez les Amérindiens. Le combattant valeureux tient ainsi une place importante au sein de son peuple. Les traités d’alliance sont discutés autour du feu du grand conseil. La paix est annoncée par le calumet, la guerre par la hache. Les cérémonies qui précèdent la bataille consistent en des danses de guerriers en armes et des rites de purification. Avant l’attaque, les Amérindiens lancent leur cri de guerre qui doit effrayer l’ennemi et souder le groupe. Après la guerre, les plus courageux reçoivent des distinctions honorifiques : collier de griffes d'ours, coiffe de plume.
En général, les femmes et les enfants sont épargnés lors des attaques. Certains prisonniers sont adoptés (chez les Iroquois), d’autres sont torturés ou frappés à coups de bâton. Certains guerriers mangent les organes des vaincus ou gardent des trophées (doigts ou scalp). Avant l’arrivée des Européens, les Amérindiens disposent des armes telles que la hache, tomahawk, flèches et arc, massue, couteau…

#### Artisanat et arts

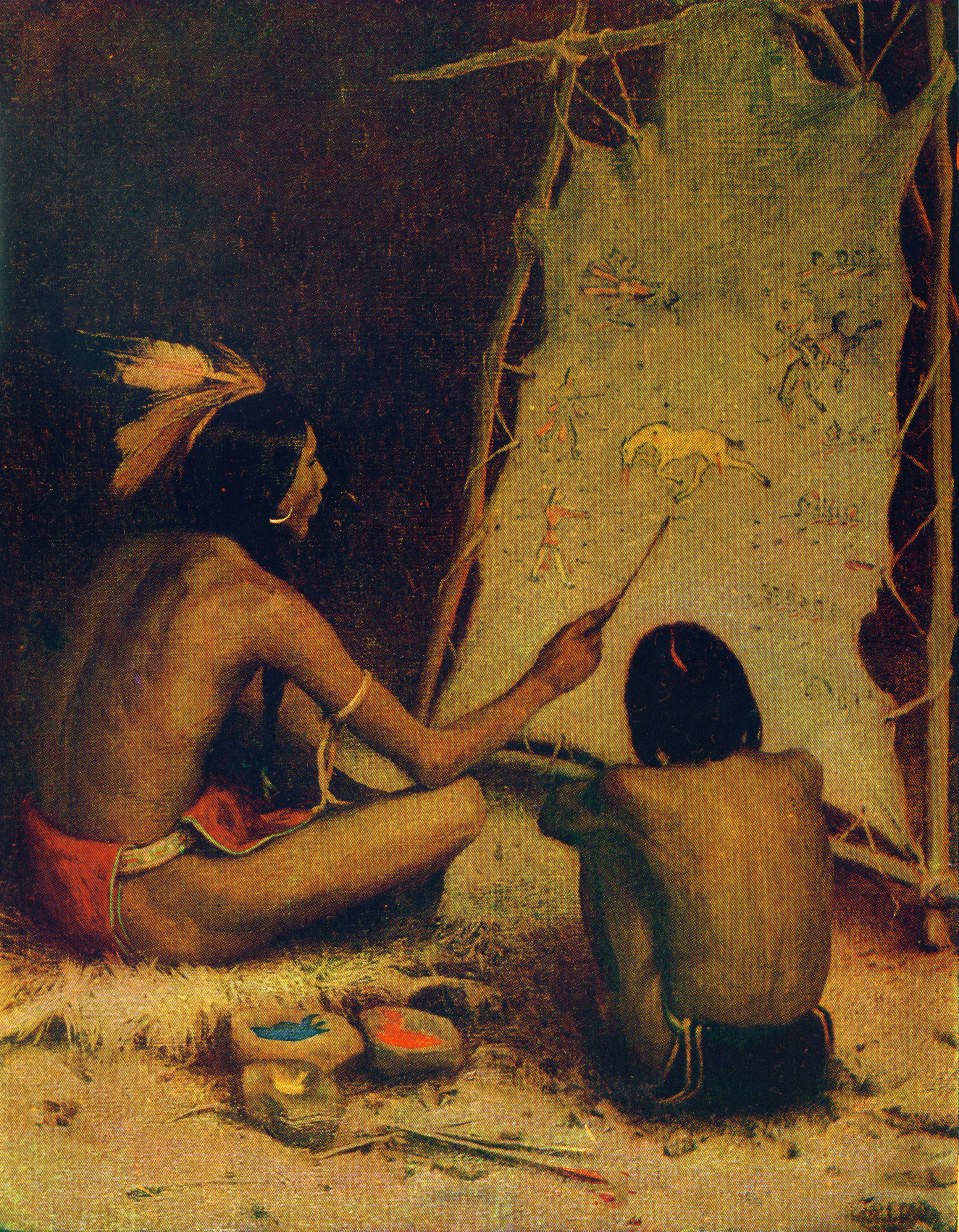
Peinture sur peau.

L’art amérindien est avant tout pictural et décoratif : des signes (idéogrammes) ou pictogrammes sur leurs tentes, leurs boucliers, leurs poteries, leurs masques… et aussi en peintures corporelles. Les œuvres sont le plus souvent très colorées[réf. nécessaire].
L’expression corporelle, la danse et la musique sont des formes artistiques qui accompagnent les rites et les cérémonies religieuses. Une fois encore, les manifestations sont très variées : Gourd Dance (Indiens des Plaines du Sud), Ghost Dance, Peyote song (Apaches), waila music (Tohono O'odham)…[réf. nécessaire]
L’artisanat dépend du milieu naturel et du mode de vie : les sédentaires fabriquent des objets destinés à garder les récoltes. Les peuples du Sud-Ouest sont réputés pour leur céramique, leur vannerie ainsi que pour leurs tissages géométriques et colorés. Les Indiens des Plaines décorent leurs armes et leurs costumes, peignent sur les peaux de bison, portent des bijoux et des parures raffinés. Les habitants du Nord-Ouest sculptent d’immenses mâts totémiques et des masques dans le bois de thuya. Les peuples du Nord travaillent l’os et la corne[réf. nécessaire].

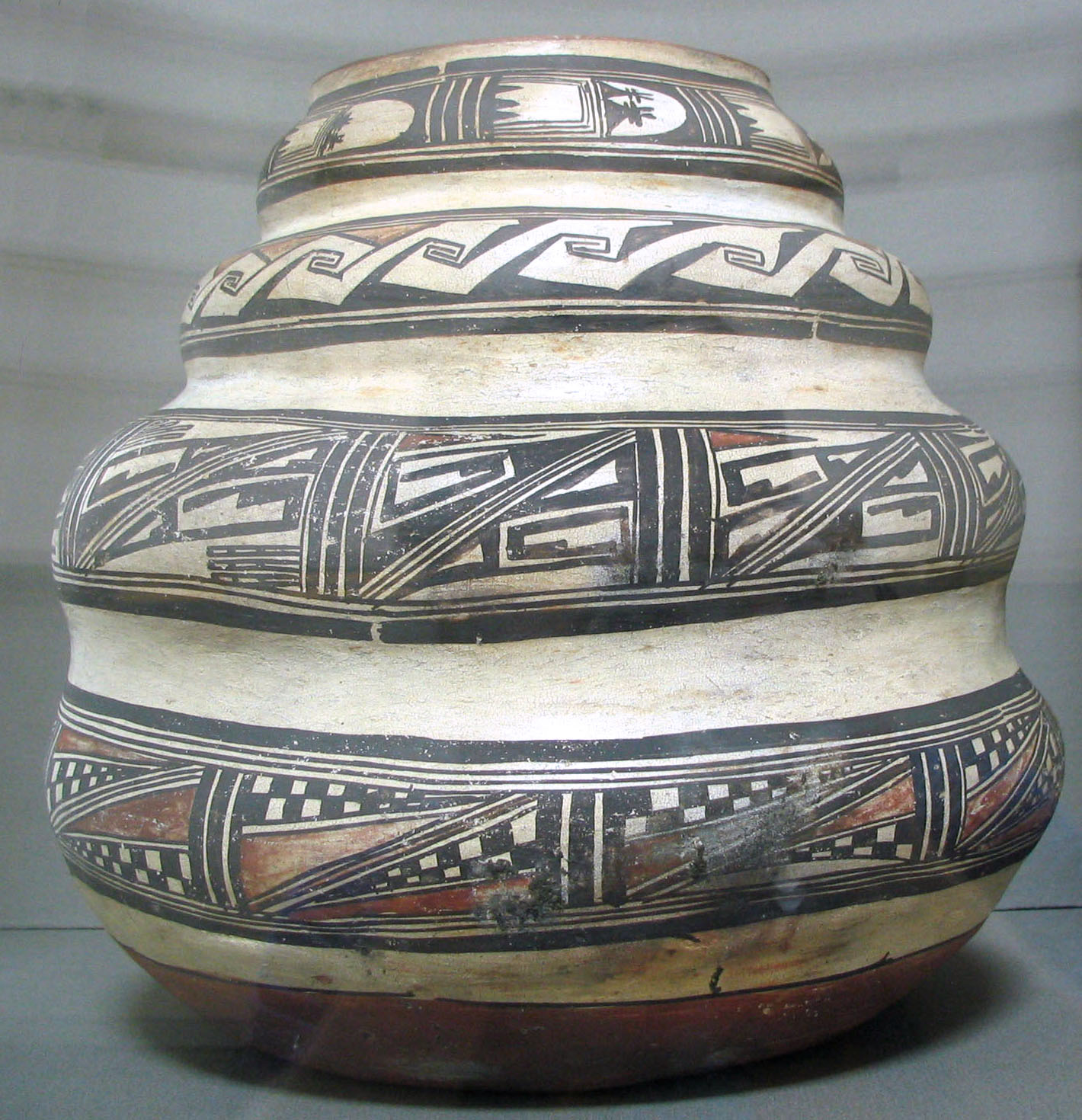
Céramique Hopi, vers 1880, conservée à Washington.
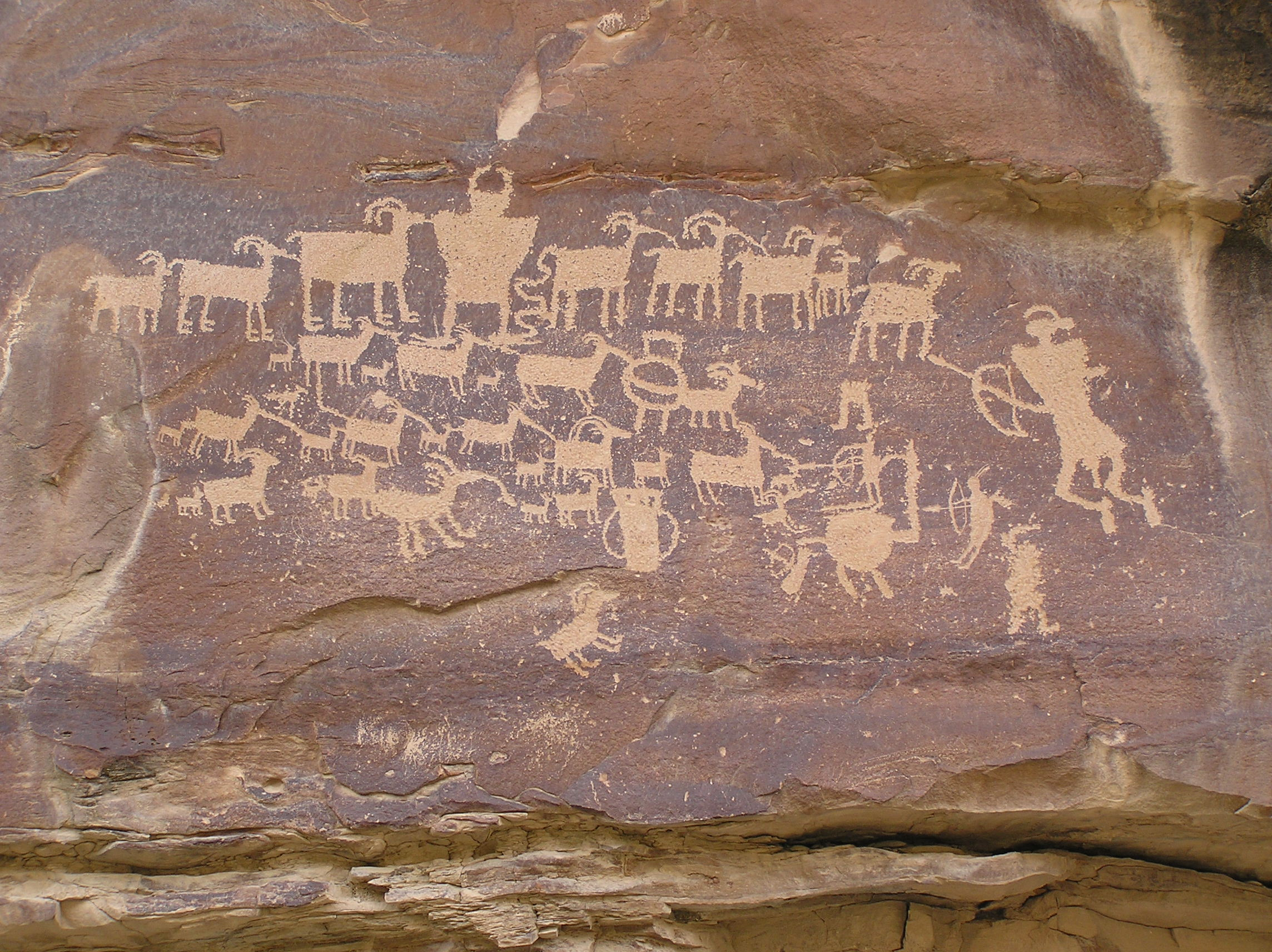
Pétroglyphes amérindiens, Utah.
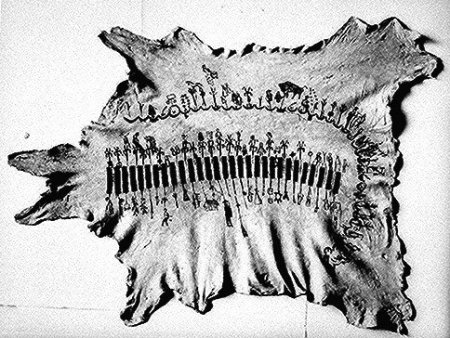
Calendrier kiowa.
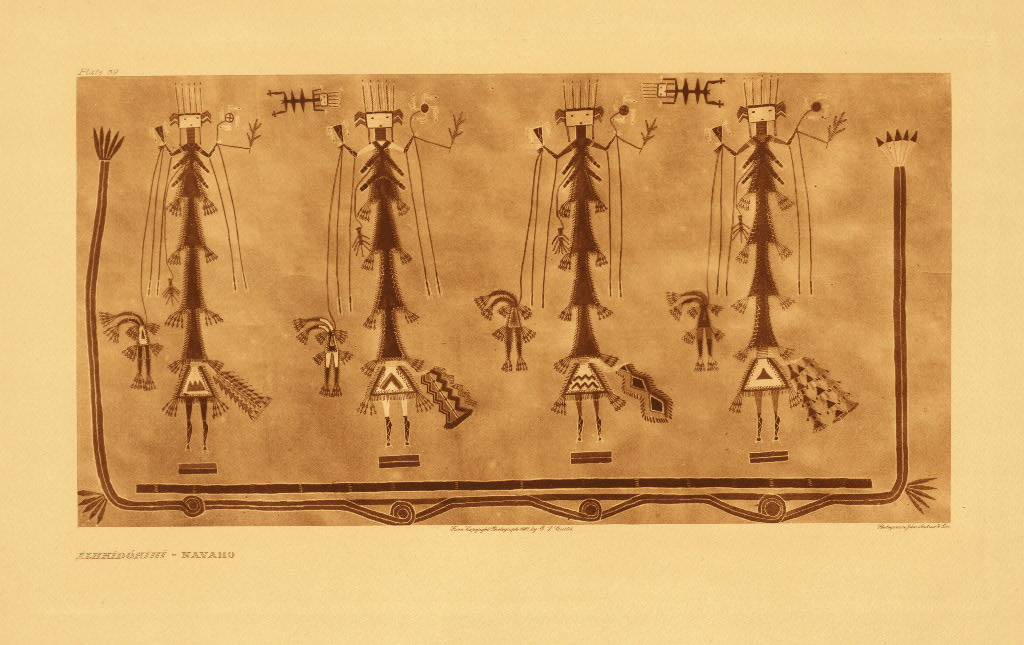
Peinture sur sable navajo.

#### Économie et vie quotidienne

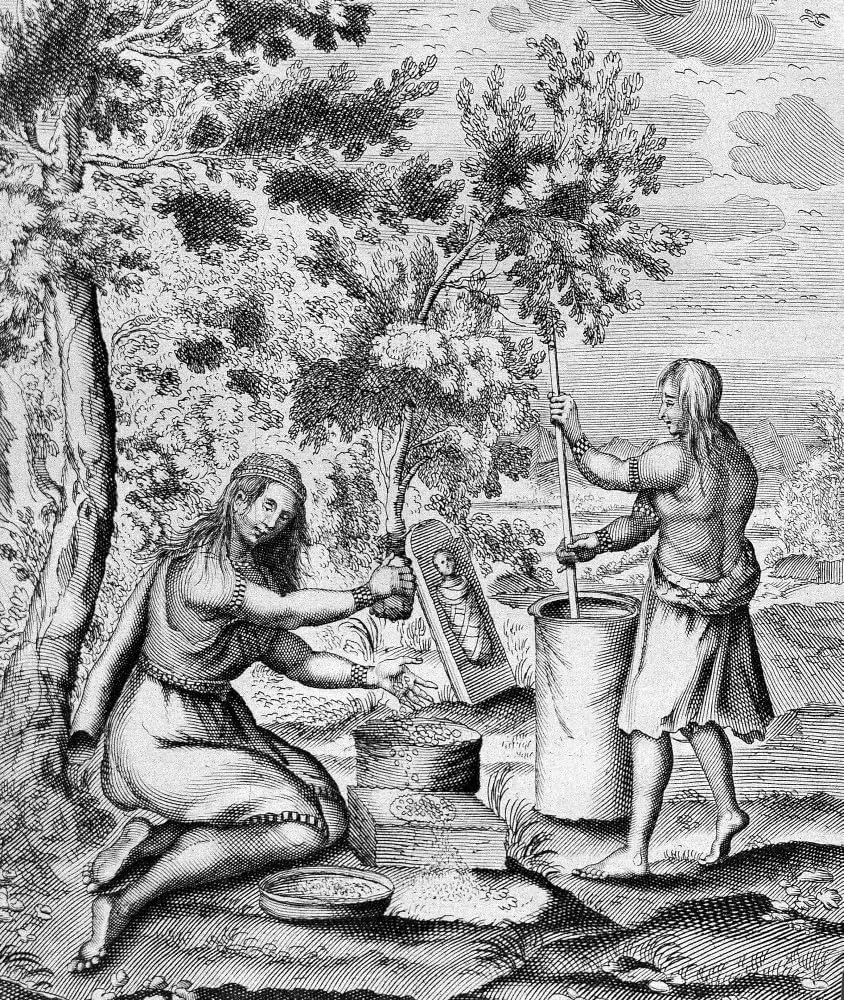
Iroquoises au travail pilant des grains et des fruits secs (gravure de 1664).

L’agriculture amérindienne est traditionnelle et essentiellement vivrière, même si certains produits peuvent faire l’objet d’un commerce.
Ignorant les techniques de la métallurgie, ils ne disposent pas d’outils en fer et travaillent la terre au moyen d’instruments agraires simples, en bois et en pierre : houe, plantoir, etc. Les omoplates de bisons servent à fabriquer des sortes de bêches. En général, les travaux agricoles reviennent aux femmes, ainsi que la préparation des repas[réf. nécessaire].
Les productions agricoles varient en fonction du climat ; cependant, les principales plantes cultivées, que les Amérindiens surnommaient les « trois sœurs », étaient la courge, le maïs et le haricot. Selon les aires culturelles, on peut trouver du tabac, du tournesol ou du coton. Les peuples sédentaires savent mettre en œuvre des procédés pour améliorer les rendements : irrigation dans le Sud-Ouest, engrais et associations culturales dans le Nord-Est, brûlis…[réf. nécessaire]
Les Amérindiens ne connaissent qu’un seul animal domestique avant l’arrivée des Européens : le chien. Il est un compagnon de chasse et de garde. Certains peuples pratiquent également l’élevage de la dinde.[réf. nécessaire]
Les Amérindiens pratiquent un jeu de balle, ancêtre de la crosse : apparu au XIe siècle en Mésoamérique ou au Mexique, il se diffuse dans la région des Grands Lacs et la côte est des États-Unis. Certains anthropologues ont vu dans ce sport une sorte de substitut à la guerre. Il existe d'autres jeux comme le Handgame.

#### Différences par domaines bioclimatiques

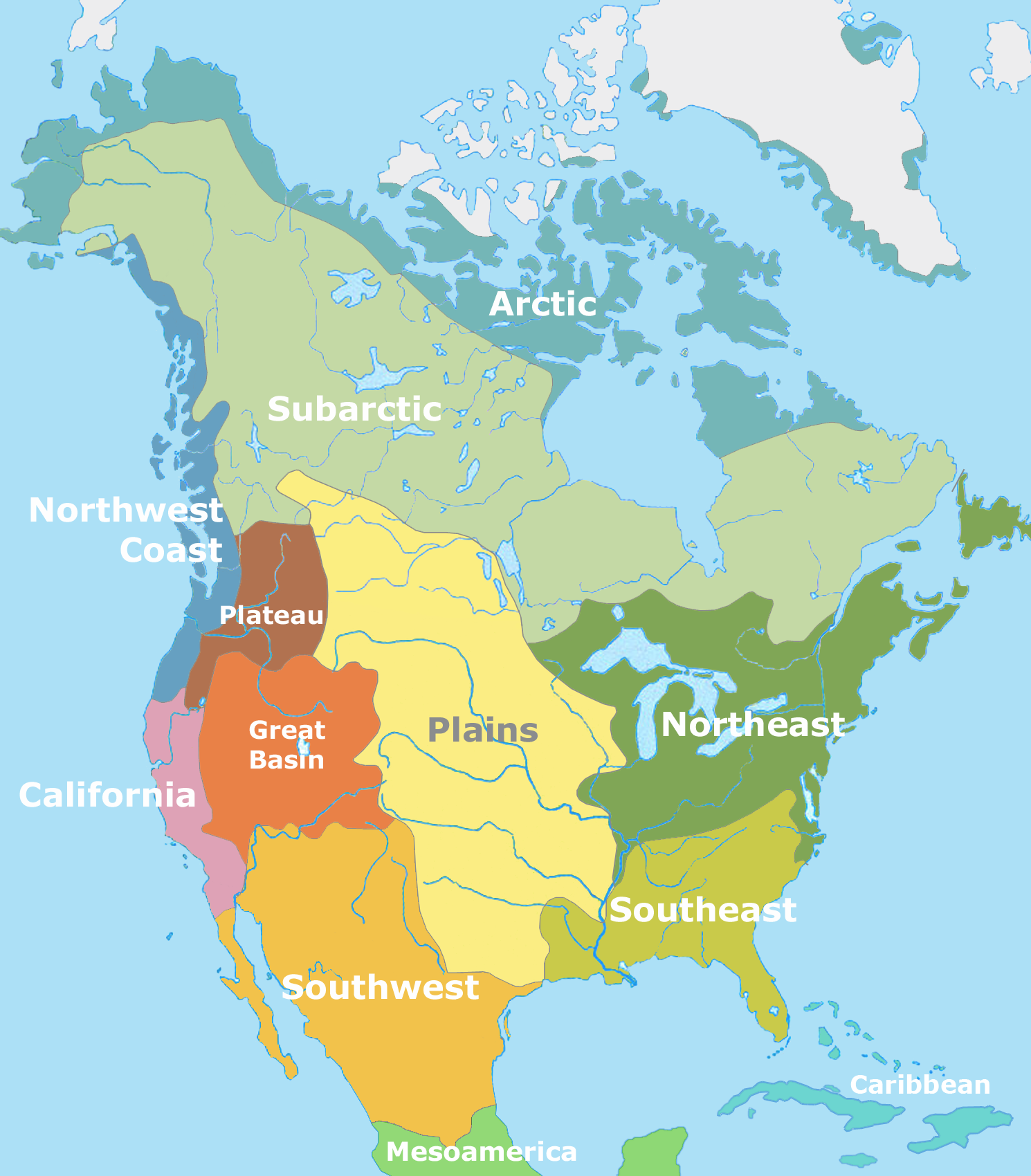
Les principales aires culturelles de l'Amérique du Nord.

Les spécialistes distinguent habituellement huit aires culturelles principales pour l’Amérique du Nord. Ce découpage permet d’étudier les différences entre les peuples, sans pour autant rendre compte de toute leur diversité. Ces aires sont établies en fonction du milieu naturel, qui conditionne en partie le mode de vie des populations, et de la famille linguistique. Il existe trois cents à cinq cents langues amérindiennes regroupée en cinquante familles linguistiques en Amérique du Nord. Beaucoup d'Amérindiens connaissaient deux ou trois langues, ce qui facilitait les contacts entre populations.

##### Régions subarctiques
Dans l’actuel État de l’Alaska, le milieu est défavorable à l’agriculture. Dans le Nord de cette région, l’hiver est particulièrement long et rigoureux, le sol est gelé une bonne partie de l’année. La toundra cède la place à la taïga plus au sud, qui donne aux Amérindiens des ressources en bois et en gibier. Ces derniers ont appris à utiliser au mieux les ressources naturelles : en l’absence de récoltes, ils sont nomades et se tournent vers la pêche, la chasse et la cueillette pour survivre. Ils poursuivent le caribou dans les forêts, équipés de raquettes et de luges (les toboggans) qui leur permettent de progresser facilement dans la neige. Ils remontent les cours d’eau au moyen de canoë en écorce de bouleau. Ils récoltent du sirop d'érable. Leurs armes sont rudimentaires : arc, flèches, massue et lance. Les Cris et les Tchipewyans se livrent à des guerres fréquentes pour le contrôle des territoires de pêche et de chasse. Ils font des esclaves qui sont troqués contre des matières premières, comme le silex ou le cuivre. Ils habitent dans des wigwams ou des abris semi enterrés, en particulier pendant l’hiver. Chez certains peuples, les personnes âgées étaient abandonnées dans la nature sans nourriture. La majorité des peuples de la zone subarctique appartiennent soit à la famille des langues athapascanes, soit à celle des langues algonquiennes.

##### La côte nord-ouest du Pacifique

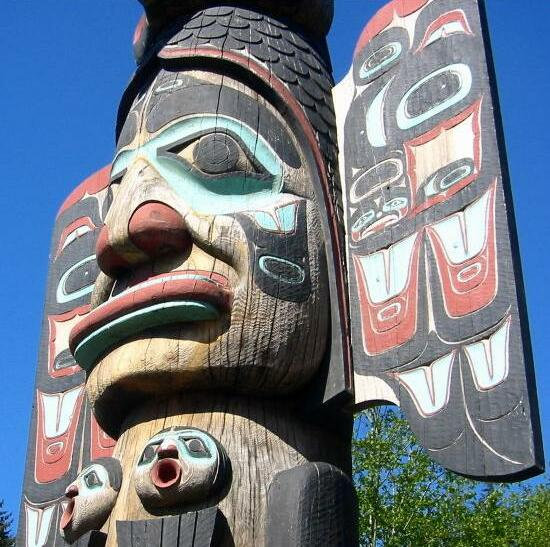
Mât totémique en Alaska.

Dans le Nord-Ouest (État de Washington, Oregon), le climat et les ressources de la mer et des fleuves offrent un milieu propice au développement des Amérindiens. Les communautés y vivent de la pêche aux cétacés et aux phoques ; des nasses et des barrages permettent de capturer des saumons, des truites et des morues. Les tribus Makahs, Haïdas, Nootkas ramassent également des coquillages et partent dans les montagnes de l’intérieur pour chasser la chèvre, l’ours et le wapiti[réf. nécessaire].
L’abondance des thuyas est exploitée pour bien des aspects de la vie matérielle : il sert à la construction de barques monoxyles décorées. Le travail du bois (masques), la vannerie et le tissage remplacent aisément la poterie. Les peuples de cette région connaissent une organisation sociale hiérarchisée, à la différence des autres Amérindiens : il existe des groupes qui se distinguent par leur rang (une noblesse, une plèbe et des esclaves) ; le principal dignitaire est un roi héréditaire qui possède la plus belle maison, la plus richement décorée. Les villages sont constitués de grandes maisons de cèdre et de thuya dans lesquelles peuvent loger plusieurs familles. Des mâts totémiques sont dressés devant l’entrée. La culture de ces peuples présente plusieurs caractéristiques originales comme la danse rituelle du chinook, destinée à faire fondre la neige au printemps. La tradition du potlatch montre aussi la richesse et la puissance du donataire (sacrifices d’esclaves).

##### Forêts du Nord-Est

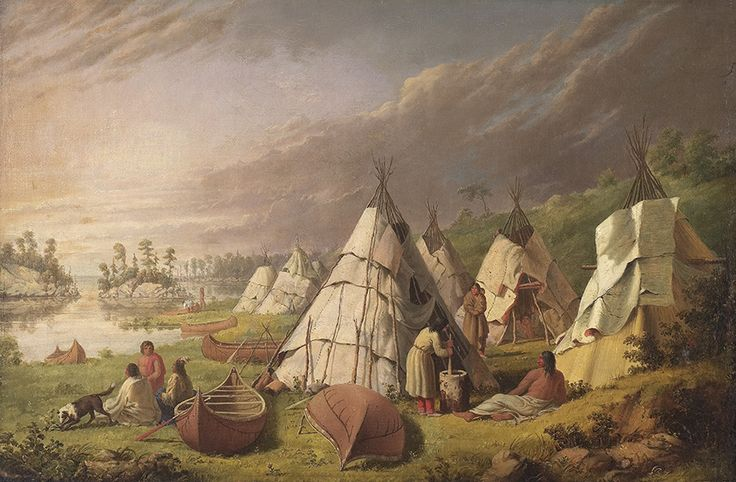
Campement ojibwa.

Les forêts du Nord-Est couvrent un important territoire allant des Grands Lacs à l’Ohio et de la côte atlantique au Mississippi. Les Amérindiens de cette région partagent en partie le mode de vie des peuples subarctiques, mais ils pourchassent un autre gibier (ours, élan, cerf) et pratiquent l'agriculture.
Leur habitat est divers : les Algonquins, les Micmacs ou les Abénaquis vivent dans des wigwams. Plus au sud, les Amérindiens vivent dans de vastes maisons (maison longue amérindienne ou long houses en anglais) qui pouvaient accueillir entre dix et vingt familles. Les tribus sédentaires du Sud de la Nouvelle-Angleterre construisent des villages protégés par une palissade en bois. Les habitations sont constituées d’une structure en bois recouverte de torchis ou d’écorces. Les habitants du Nord-Est pratiquent l’agriculture sur les terres qu’ils défrichent mais n’abandonnent pas la chasse et la cueillette pour compléter leur alimentation. La récolte du maïs donne lieu à des cérémonies. Les autres activités sont le commerce ainsi que la pêche sur les cours d'eau et les lacs, pratiquée grâce à des canoës et des pirogues. Certaines états sont fédérés : la ligue des Cinq-Nations est sans doute formée dès le XVIe siècle. Enfin, les principales familles de langues sont l'iroquois, le sioux et l'algonquien, qui se déclinent en une multitude de dialectes. Certains historiens pensent que la région occupée par les Iroquois a dépassé sa capacité porteuse dès le XVe et le XVIe siècle, ce qui amena des rivalités entre états.

##### Indiens des Grandes Plaines

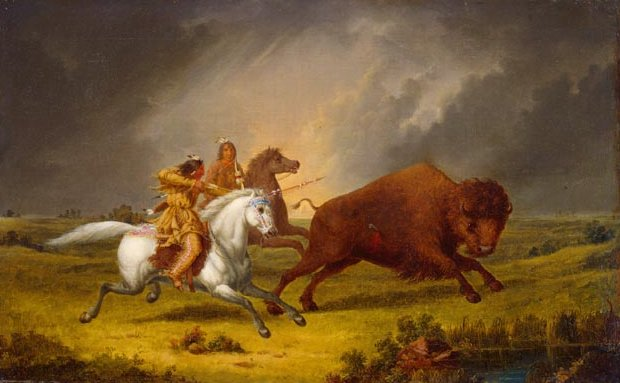
Chasse au bison dans les Grandes Plaines.

Les Indiens des Plaines sont les groupes indigènes auxquels on pense d’abord lorsque l’on évoque la conquête de l'Ouest. Il s’agit ici de reconstituer leur mode de vie avant l’arrivée de l’homme blanc et du cheval. Dans les Grandes Plaines, les Amérindiens chassent le bison depuis des centaines d’années et vivent en semi-nomades. Le bison leur fournit de la viande, de la peau pour les tipis, l’habillement et les sacs, de la toison pour les vêtements et des tendons pour le fil[réf. nécessaire].
Leur habitat est adapté au milieu et au mode de vie nomade : il est en principe léger (wigwam, tipi), décoré de peintures, de trophées de chasse ou encore de scalps. Les Indiens des Plaines se peignent le visage et des parties du corps de signes multicolores. La veste de guerre est sortie au moment des grandes batailles. Pour les cérémonies, les Indiens des Plaines se costument avec de véritables déguisements qui imitent les animaux. Ils aiment se parer de bijoux tels que des colliers, des anneaux et des bracelets en métal ou en coquillage. Une dent d’ours accrochée autour du cou est un signe de courage ou fait office d’amulette. Les guerriers les plus valeureux portent des couronnes faites de plumes d’aigle[réf. nécessaire].
Les Indiens des Plaines ont des dialectes très différents, si bien qu’ils ne peuvent se comprendre sans l’intermédiaire d’interprètes. Le langage des signes pallie ces barrières linguistiques et les signaux de fumée permettent de communiquer sur de grandes distances. Les Pieds-Noirs parlent une langue algonquienne ; les Sarsis une langue athapascane ; les Sioux, le lakota[réf. nécessaire].

##### Plateaux du Nord-Ouest
Les plateaux du Nord-Ouest des États-Unis actuels représentent une vaste étendue de moyenne ou haute altitude. Le milieu naturel est dominé par la forêt et des hivers neigeux. Les plateaux sont occupés par diverses nations telles que les Nez-Percés, les Yakamas ou les Têtes-Plates. Dans la partie orientale, le mode de vie est nomade. Les Indiens sont en contact avec les trappeurs français et canadiens à partir du XVIIe siècle et deviennent au siècle suivant des éleveurs de chevaux. L’expédition Lewis et Clark découvre le mode de vie de ces peuples au début du XIXe siècle. Ces derniers vivent des ressources de la forêt (cerf, ours, racines, baies, thuya) et des cours d’eau tels que la Columbia. Ils pêchent le saumon à la fin de l’été. Les maisons sont légères à la belle saison et partiellement enterrées en hiver, avec un toit couvert de terre[réf. nécessaire].

##### Sud-Est
Les espaces situés au sud de l’Ohio et autour du golfe du Mexique bénéficient d’un milieu favorable à l’agriculture et d’une faune abondante. De nombreuses états se sont développées ici, parmi lesquelles les Cinq nations civilisées qui sont considérées comme les héritières des cultures mississippiennes. Elles récoltent essentiellement le maïs, la courge et le haricot. Le climat subtropical permet de faire pousser la patate douce, la banane et la canne à sucre ; les Amérindiens cultivent également des plantes médicinales et du tabac. Ils consomment les produits de la chasse et de la pêche. Ils connaissent les techniques de la poterie et de la céramique, qui servent à confectionner des objets pour la vie quotidienne ou pour les cultes mortuaires. L’habitat est très divers : les maisons adoptent un plan rectangulaire et sont crépies de glaise en été ; en hiver, des huttes coniques à demi enfouies servent d’abri. Ces sociétés sont hiérarchisées (aristocrates, prêtres) et certains villages comptent plusieurs centaines d'habitants. Dans les régions les plus méridionales, les Amérindiens vivent presque nus dans des huttes légères couvertes de palmes. Pour se concilier les forces de la nature, les peuples cultivateurs pratiquent le puskita (cérémonie du maïs vert). Enfin, les langues du Sud-Est se répartissent en cinq grandes familles : langues iroquoiennes (cherokee…), langues caddoanes (caddo…), langues siouanes, langues muskogéennes (creek, mikasuki…) ; quant à la langue des Natchez, elle constitue une langue isolée.[réf. nécessaire]

##### Cultures du Sud-Ouest

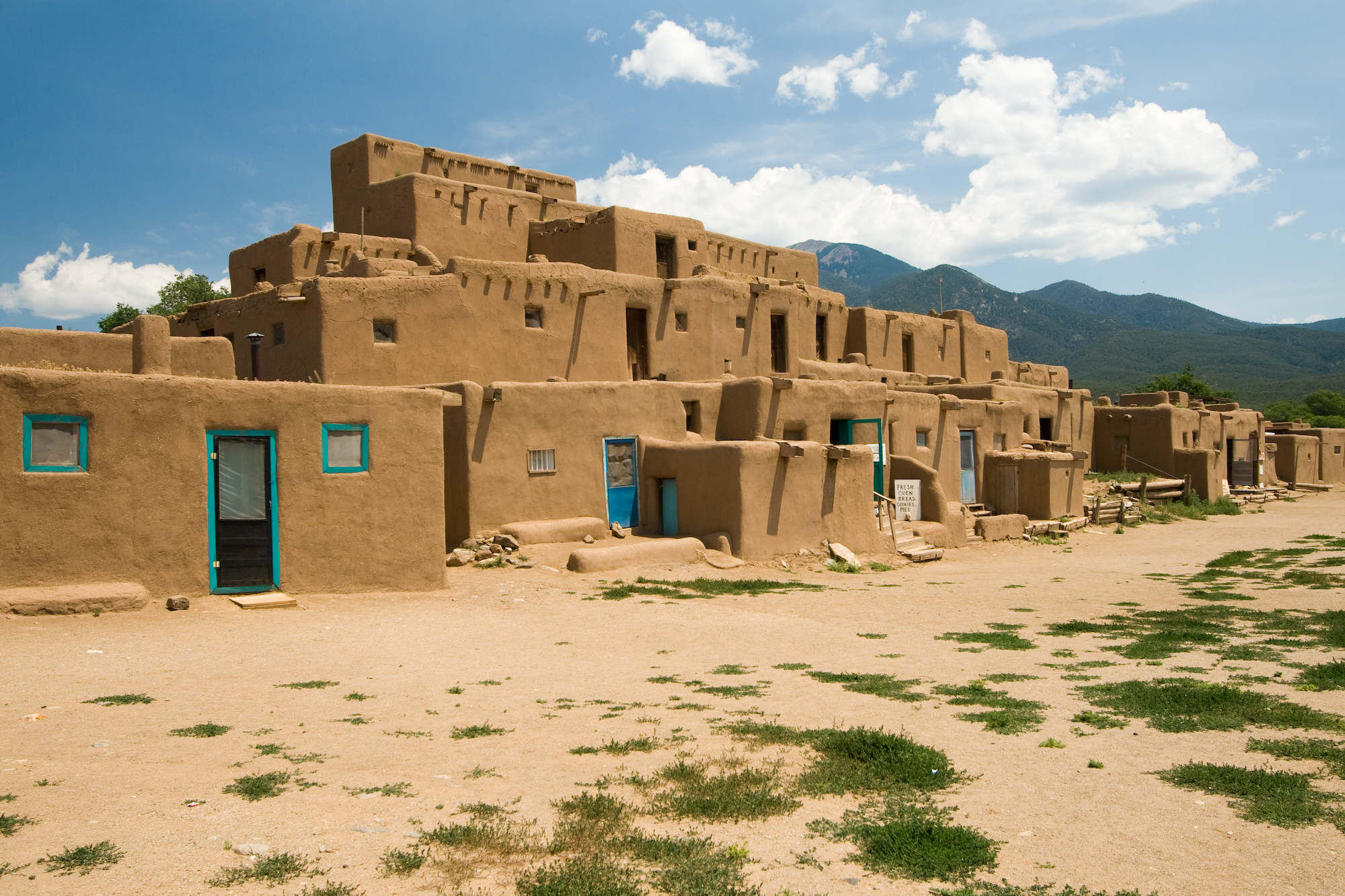
Taos, Nouveau-Mexique. Exemple de construction adobe des pueblos.

Dans le Sud-Ouest, on trouve des peuples sédentaires influencés par leurs voisins et par les civilisations qui les ont précédés (Anasazis). Ainsi les Pueblos, les Hopis, les Zuñis ou encore les Papagos pratiquent l’irrigation pour le maïs, tissent le coton, font des poteries, tressent des paniers, exploitent le cactus pour son eau, son jus, sa pulpe et son sirop, aux propriétés hallucinogènes. Comme leurs ancêtres, ils construisent des villages de pierres ou en adobe. Ils vivent sous la menace permanente des attaques des Apaches ou des Comanches.[réf. nécessaire]

##### Amérindiens du Grand Bassin
Le Grand Bassin est marqué par l’aridité et se trouve relativement isolé par des chaînes de hautes montagnes (montagnes Rocheuses à l’est et Sierra Nevada à l’ouest). Les tribus qui vivent ici avant l’arrivée des Espagnols sont peu nombreuses, dispersées et doivent s’adapter aux contraintes naturelles fortes. Elles pratiquent la chasse et cultivent des lopins irrigués. Elles tressent l’armoise d’Amérique et le yucca pour confectionner des nattes, des pagnes et des sandales. Leurs techniques de vannerie sont très anciennes. Elles utilisent le saule du désert pour l’armature de leurs maisons, qui sont généralement des huttes coniques rudimentaires. La suerie (aussi appelée cabane à suer, étuve, hutte ou loge de sudation) sert à purifier le corps des hommes avant les cérémonies. Les Havasupais bâtissent des villages au fond du Grand Canyon. Les Shoshones, les Utes et les Païutes pratiquent la chasse sur le plateau dès l’automne venu. Ils poursuivent le bison, le wapiti et la chèvre des montagnes. La chasse leur permet d’obtenir des peaux de lapins pour fabriquer des manteaux afin de passer l’hiver.[réf. nécessaire]

##### Originalité de la Californie

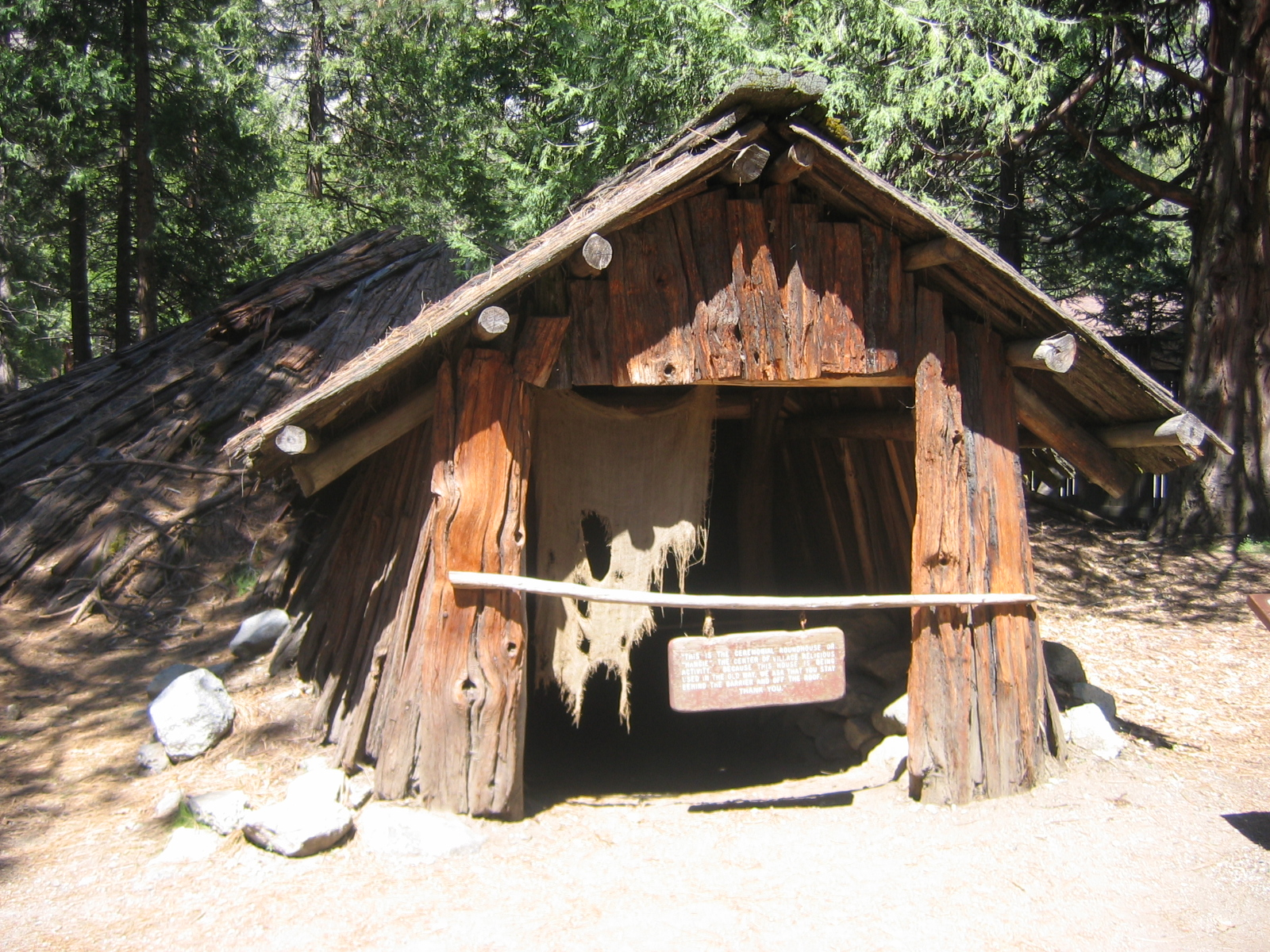
Habitation traditionnelle miwok, parc national de Yosemite, Californie.

L’actuelle côte de la Californie se trouve isolée du reste du continent par l’imposante chaîne de la Sierra Nevada. Avant l’arrivée des colons européens, elle est peuplée d’environ 250 nations (Chumash, Maidu, Miwok, Modoc, Ohlone, Tongva…) qui appartiennent en majorité aux langues athapascanes et se partagent de petits territoires. Ces groupes vivent en autarcie dans des huttes fabriquées avec du bois de séquoia au nord, dans des constructions en adobe au sud. Leur artisanat produit des objets en vannerie, décorés de plumes et de coquillages (chapeaux, sandales, pagnes). Ils vivent de la chasse, de la pêche et surtout de la cueillette. Certaines populations élèvent la dinde pour sa viande.

### Arrivée des Européens (XVIe–XIXesiècles)
Les Amérindiens sont d'abord décrits, dans le cadre de l'interprétation du mythe de la « Frontière » (mythe associant esprit pionnier et innovation qui est devenu un gimmick incontournable en politique), comme des obstacles à la conquête de l'Ouest euro-américaine. Cette interprétation historique est remise en cause depuis par d'autres courants historiographiques comme l'américanisme qui dénonce depuis les années 1950 les interprétations mythiques de Frederick Jackson Turner, comme le courant révisionniste à la fin des années 1980 qui valorise le décentrement du regard (New Western History, New Indian History avec notamment l'ethnohistorien Bruce Trigger) ou comme le courant de l’histoire continentale qui reconsidère l’histoire coloniale de l’Amérique du Nord à partir du Centre et non plus des côtes.

#### Premiers contacts: la colonisation européenne et ses conséquences

##### Situation démographique en 1492
Il est très difficile d’estimer le nombre d’Amérindiens à la veille de la conquête européenne, au début du XVIe siècle : l’historien Russel Thorntorn évalue à environ sept millions le nombre d’habitants vers 1500. Selon diverses autres sources, les estimations de la population en Amérique du Nord pour cette époque varient entre environ un million d’habitants et douze millions,.

##### Exploration et colonisation

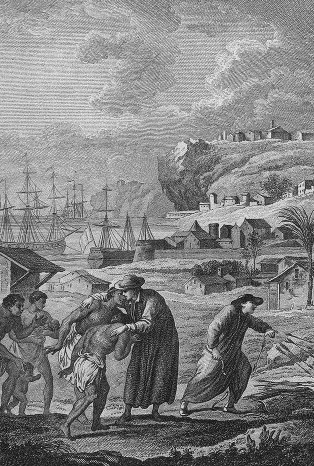
Clément-Pierre Marillier, « Quakers embrassant des Indiens en Pennsylvanie », Histoire des deux Indes, 1775.

À partir du XVIe siècle, les puissances européennes se lancent dans l’exploration et la colonisation de l’Amérique du Nord. Ils établissent des relations plus ou moins conflictuelles avec les indigènes, dans un contexte de concurrence coloniale. Ils se servent des rivalités entre les tribus et cherchent à dresser les Amérindiens les uns contre les autres.
Dans le Sud-Ouest des États-Unis actuels, les Espagnols étendent leurs colonies de Nouvelle-Espagne depuis le Mexique. À partir de la fin du XVIe siècle, ils s’établissent sur les territoires des Indiens Pueblos qu’ils réduisent en esclavage par le système de l’encomienda. Les frères franciscains évangélisent les peuples habitant les zones correspondant aujourd’hui à la Californie, au Nouveau-Mexique et au Texas grâce à un réseau de missions. Ils n'hésitent pas à recourir au travail forcé, à la torture et aux exécutions pour les Amérindiens qui persistent à pratiquer leurs rites traditionnels. L’armée espagnole doit faire face à plusieurs révoltes au XVIIe siècle : en 1680, la révolte Pueblo dirigée par Popé provoque l'évacuation temporaire de la région par les Espagnols. Dès 1784, une politique d'extermination des Apaches est mise en place : il s'agit de massacrer tout Apache âgé de plus de 7 ans. Après 1821, la région passe sous la souveraineté mexicaine.
À l’issue de l'expédition d'Hernando de Soto (1539-1542), les Espagnols avaient étendu leur influence sur les régions du Sud-Est. Les Amérindiens sont massacrés, réduits en esclavage avant d'être déportés dans les Caraïbes.
Sur la côte orientale, les Britanniques fondent les Treize Colonies à partir du XVIIe siècle. Les colons sont beaucoup plus nombreux que dans les autres colonies d’Amérique du Nord et les Amérindiens sont refoulés vers l’ouest, notamment à cause de l’accaparement de leurs terres (pratique du squatting). Les états amérindiens du Nord-Est participent aux rivalités franco-britanniques du XVIIIe siècle, pendant la guerre de Sept Ans.[réf. nécessaire]
Dans les Grandes Plaines et dans la vallée du Mississippi, les Français contrôlent l’immense territoire de la Louisiane. Ils font du commerce avec les Amérindiens et organisent la traite des fourrures. Malgré quelques affrontements violents (guerre des Mesquakies, soulèvements natchez et expéditions contre les Chicachas), les relations franco-indiennes sont relativement bonnes en Louisiane française, car les Français n’y sont pas nombreux. L’impérialisme français s’exprime par quelques guerres et la mise en esclavage, malgré l'interdiction officielle, d’un certain nombre d’Amérindiens dès le début du XVIIIe siècle. Ces esclaves sont capturés par les guerriers au cours de raids et de batailles.[réf. nécessaire]
Enfin, les Russes cherchent à satisfaire la demande des Chinois en fourrures venues des côtes du Nord-Ouest : ils contraignent les indigènes à chasser la loutre de mer.

##### Conséquences sur les Amérindiens

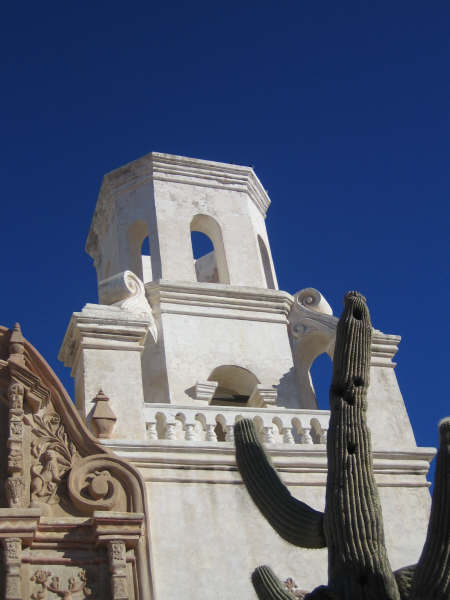
Mission San Xavier del Bac, en Arizona.

Les Européens introduisent des maladies nouvelles chez les Amérindiens (variole, grippe) qui font des ravages. On estime que, dans les régions les plus touchées par les épidémies, la population a pu se réduire de 90 % avant 1650.
Les Amérindiens échangent avec les Blancs de nouveaux produits, qui modifient leurs modes de vie et tend vers l'uniformisation des cultures : alcool, armes, blé, objets en métal, nouvelles plantes et animaux. La diffusion du cheval vers les Grandes Plaines s'intensifie après la révolte des Pueblos en 1680 dans le Sud-Ouest. Dans la zone correspondant au Texas actuel, le cheval renforce le nomadisme de plusieurs nations et contribue à modifier leur répartition géographique. Les Navajos se mettent à élever les moutons, introduits par les Espagnols. Les cinq nations civilisées (Cherokees, Chicachas, Chactas, Creeks, Séminoles) étaient considérées comme ayant été « civilisées » par la société blanche pour avoir adopté beaucoup de coutumes occidentales (dont la possession de plantations, de maisons à l'européenne et d'esclaves noirs) et avoir de bonnes relations avec leurs voisins. L'arrivée des Blancs modifia également les rapports politiques en exacerbant les rivalités et les relations sociales. Les Amérindiens tentèrent de s'unir contre l'invasion en formant des ligues et des alliances : les plus célèbres sont celles des Iroquois, des Hurons et des Creeks qui réunirent quelque cinquante cités disposant chacune d’un chef et d’un conseil. Les états se réunissent en conseils (chez les Cheyennes, le conseil des quarante chefs). En période de guerre, les états se regroupent en confédérations, mais ces alliances sont la plupart du temps éphémères.[réf. nécessaire]
L’Amérique du Nord est vue comme une terre à évangéliser : la christianisation est en partie acceptée par une partie des Amérindiens lorsqu’ils peuvent l’assimiler à leurs cultes traditionnels, il arrive alors que les deux cultures cohabitent dans une bonne intelligence sous l'impulsion de missionnaires plus libéraux. Si la plupart du temps les Européens méprisaient les Amérindiens, certains Européens s’unissent toutefois à des Amérindiennes comme certains coureurs de bois français. Également, la princesse algonquine Pocahontas épouse l’Anglais John Rolfe en 1613. Dans le regard des Européens, l’Indien est au mieux un bon sauvage qu’il faut civiliser, au pire un diable à convertir, à réduire en esclavage, ou à massacrer : en 1763, le commandement anglais de Pennsylvanie fournit aux Indiens des vêtements infestés des germes de la variole.
L'arrivée des Européens provoqua d'importantes migrations ou encore des guerres entre nations pour le contrôle du commerce. Par exemple, les Sioux ont quitté les forêts de l’Ouest du Wisconsin et du Centre du Minnesota pour migrer vers l’ouest et le sud à partir du milieu du XVIIe siècle.
Enfin, l'invasion européenne puis américaine engendra une profonde crise morale, qui se manifesta par des suicides et une augmentation de la criminalité.

#### Guerres indiennes et l’ethnocide (XIXesiècle)

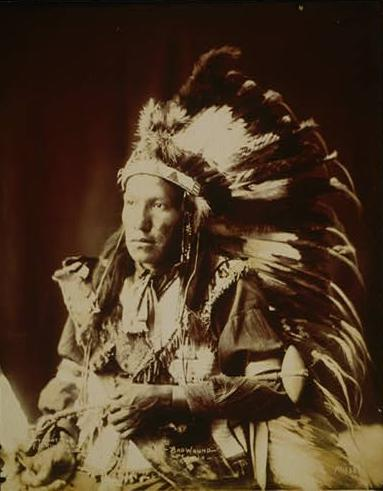
Bad Wound, un chef sioux.

La cause principale de ces conflits est la volonté expansionniste des Treize Colonies britanniques puis du gouvernement américain, qui se traduit par la guerre américano-mexicaine, la conquête de l'Ouest par des colons recherchant des terres et de l’or, ce qui renforce l’animosité entre les deux peuples. Ces conflits ont fait l’objet de représailles, de massacres et de pillages de la part des deux camps. Parmi les guerres indiennes les plus connues, on peut citer les guerres séminoles en Floride (entre 1817 et 1858) et la guerre des Black Hills (1876-1877) contre les Sioux[réf. nécessaire].
À partir de septembre 1855, par ordre direct de l'armée des États-Unis, tout membre de la tribu des Brule Dakotas, sans distinction d'âge ou de sexe, peut être exécuté sommairement après sa capture. En 1862, les Sioux Santees massacrent mille cinq cents hommes, femmes et enfants américains dans le Minnesota. Le 25 juin 1876, lors de la célèbre bataille de Little Bighorn, le lieutenant-colonel Custer et près de la moitié de ses troupes sont tués par les guerriers oglalas de Sitting Bull et Crazy Horse. Le dernier épisode des guerres indiennes est le massacre de Wounded Knee (29 décembre 1890) au cours duquel deux cent cinquante Indiens, des Sioux Miniconjous, et le chef Big Foot sont tués par les soldats du 7e régiment de cavalerie[réf. nécessaire].
Cependant les relations entre Indiens et Européens n’ont pas toujours été violentes : en 1805, l’expédition Lewis et Clark qui part de Saint-Louis pour rejoindre le Pacifique, a souvent été aidée par des tribus amérindiennes. La Cour suprême des États-Unis a également défendu les droits des Amérindiens au XIXe siècle contre celui des États fédérés. Plusieurs personnalités américaines ont soutenu la cause indienne, à l’instar de Thomas Paine, Thomas Jefferson ou Roger Williams[réf. nécessaire].

#### Déportation et assimilation

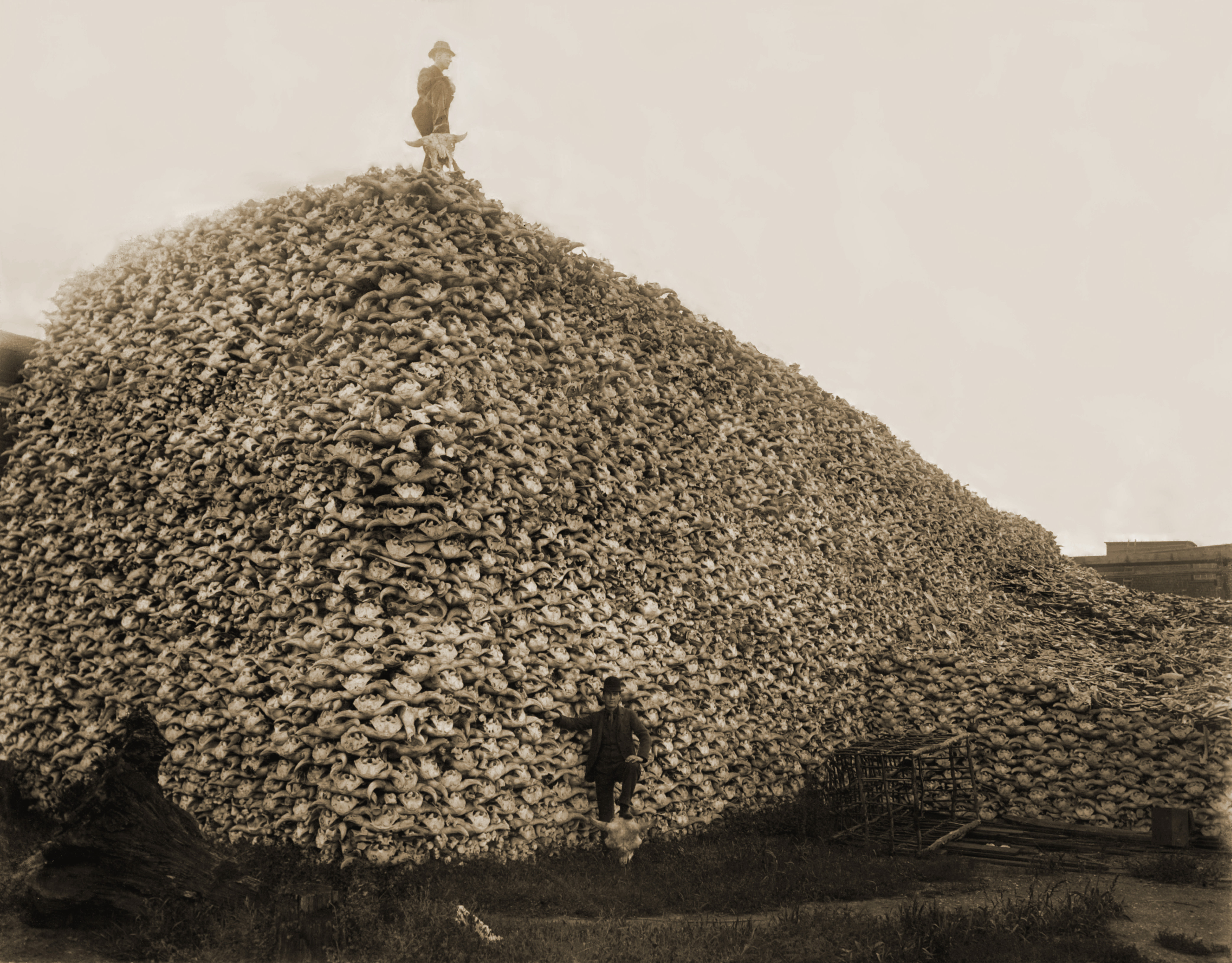
Pile de crânes de bisons destinés à devenir du fertilisant dans les années 1870.

Au XIXe siècle, les Amérindiens sont parqués dans des réserves et leur principal gibier, les troupeaux de bisons, exterminés pour leur fourrure sous les incitations du gouvernement fédéral. Ainsi même si la qualification de génocide du traitement de ces populations suscite le débat, dans la mesure où il n’y a pas de volonté gouvernementale claire d’exterminer les Amérindiens, ces derniers sont affamés (prime au massacre de bisons), spoliés de leurs terres par la violence et la fourberie (non-respect des accords signés, vente, allotissements), déplacés (ou déportés), privés de leur liberté de culte ainsi que du droit de parler leurs langues[réf. nécessaire], et enjoints à s'assimiler au mode de vie des nouveaux arrivants.
La construction du premier chemin de fer transcontinental et l’arrivée des colons par les pistes de l’Ouest dévaste le territoire des Indiens des Plaines. Cette politique est fréquemment nommée ethnocide, terme désignant l’extermination d’une culture. De nombreux Indiens se laissent mourir de désespoir : ce fut le cas des Creeks. Au total, ce sont tous les aspects de la conquête de l'Ouest qui provoquent le déclin de la population et de la culture indigène. L'historien Howard Zinn écrit : « le coût en vies humaines [de l'expansion territoriale vers l'Ouest] ne peut être estimé avec précision. Quant aux souffrances, elles sont purement et simplement incommensurables ». La recherche historique actuelle tend à montrer que les Amérindiens eurent un impact sur leur environnement par la déforestation, l'écobuage et la mise en pâture de grands territoires. Certains spécialistes pensent que la Grande Prairie où se nourrissaient les bisons est une création des Amérindiens par brûlage de la forêt. L’historien Dan Flores, de l'université du Montana, démontre que les Amérindiens ont joué un rôle décisif dans l’extermination des bisons par la surchasse.
Le Bureau des affaires indiennes (en anglais : « Bureau of Indian Affairs », abrégé en BIA) est ouvert en 1824. En 1830, l’Indian Removal Act inaugure la politique de déplacement des populations indiennes toujours plus vers l’ouest : le président de l’époque, Andrew Jackson, fait voter une loi déportant les Amérindiens de l’Est du Mississippi à l’ouest de ce fleuve, principalement en Oklahoma, afin d’exploiter l’or découvert sur leurs territoires, dans l’Ohio, et installer les immigrés venus d’Europe. Cette loi est déclarée anticonstitutionnelle par la Cour suprême et entraîne des guerres avec les Cherokees jusqu’en 1838. Jusqu’en 1850, cent mille Amérindiens sont déportés. L’épisode le plus célèbre reste celui de la Piste des larmes en 1838-1839. Ce nom vient des larmes de compassion versées par les Américains qui voyaient passer les Cherokees devant eux. Cette déportation forcée fit au moins quatre mille victimes, à cause du froid, des maladies et de l’épuisement.[réf. nécessaire]
Dans le Territoire indien, les cinq nations civilisées s’établissent dans des villes et apportent avec eux leurs esclaves noirs. Ils sont surveillés et encadrés par une série de forts construits par le gouvernement fédéral à proximité des réserves. Les terres sont attribuées aux tribus qui les gèrent librement. Les Cherokees relancent leur journal, fondé en 1828, alors que les Creeks rédigent une constitution originale. Tous fondent des écoles de village et développent l’enseignement secondaire. Ils réorganisent leurs églises dans lesquels les pasteurs prêchent en langue indigène. Certains Indiens réussissent à entreprendre des études dans les universités américaines. Mais l'école est avant tout un instrument d'assimilation : dans les pensionnats, les enfants amérindiens perdent leurs repères traditionnels en étant coupés de leur famille. Ils sont contraints d'apprendre l’anglais et de porter l'uniforme scolaire.
En 1887, le Dawes Act permet la mise en vente des terres des tribus à des particuliers. Amendé en 1891 et 1906, il resta en application jusqu'en 1934.[réf. nécessaire]. Le peu de terres restant en possession des Indiens n'est pas soumis à l'impôt foncier.

### Renaissance amérindienne

#### Conquête des droits (XXesiècle)

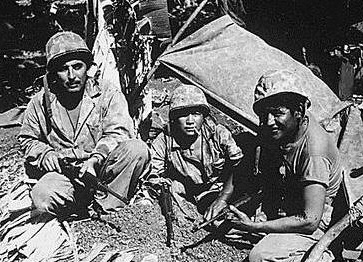
Un soldat navajo chargé des communications cryptées pendant la Seconde Guerre mondiale.

Drapeau de l'American Indian Movement.

Au début du XXe siècle, le gouvernement américain prend conscience de l’inégalité et du racisme qui affectent la minorité indienne. La citoyenneté est accordée en 1924 (Indian Citizenship Act, droit de vote amérindien aux États-Unis), pour la reconnaissance de l’effort des Cheyennes et des Iroquois en particulier dans la Première Guerre mondiale. Certains intègrent le mode de vie et la société américaine : dans la première moitié du XXe siècle, de nombreux ouvriers amérindiens travaillent sur les chantiers de construction des gratte-ciel.[réf. nécessaire]
Le rapport Meriam (en), publié en 1928, fait état d’une situation dramatique pour les Amérindiens (pauvreté, exclusion). En 1934, sous le premier mandat du président Franklin Delano Roosevelt, l’Indian Reorganization Act, donne une plus large autonomie politique et économique aux Indiens. Il met fin à la privatisation des terres amérindiennes, renforce l'autonomie des nations amérindiennes et les engage à se doter d'une constitution écrite. Cependant, ces constitutions, de même que les décisions prises par les amérindiens, sont soumises à l'autorisation du BIA. À la même époque, l’Indian Arts and Craftboard est fondé afin de promouvoir l’artisanat amérindien. L'anthropologue John Collier est à l'origine de l'expression Indian New Deal en référence au programme de Roosevelt pour sortir les États-Unis de la crise. En 1944 est institué le National Congress of American Indians (NCAI), destiné à unir les tribus pour présenter des revendications communes au BIA et maintenir la spécificité culturelle amérindienne. Toutes ces dispositions leur permettent de récupérer un million d’hectares. Les Amérindiens jouent un rôle important pendant la Seconde Guerre mondiale : ils étaient 250 000 dans l'Armée américaine. Des Navajos servant dans les services de transmissions américains ont élaboré un code basé sur leur langue afin d’assurer la confidentialité des messages radio.
Entre 1949 et 1953, la Termination Policy (Loi de Terminaison) cherche à favoriser l’installation des Amérindiens en ville et achever leur assimilation, sans concertation avec les intéressés ou leurs représentants. La loi de 1953 précise qu'elle vise à « conférer aux Indiens les mêmes privilèges et les mêmes responsabilités qu’aux autres citoyens, de mettre fin à leur statut de pupilles du gouvernement », sans tenir compte de la revendication de maintien de souveraineté des peuples concernés. Mais elle est rapidement abandonnée devant ses échecs. En 1961 est fondé le National Indian Youth Council (NIYC). En 1962, la commission des revendications indiennes (Indian Claims commission) doit verser près de quatre millions de dollars aux descendants des Creeks spoliés en 1814. En 1968 est institué un Conseil national qui coordonne les aides financières. C’est la même année que naît l’American Indian Movement, une organisation plus radicale que les précédentes. Le Red Power (« pouvoir rouge ») s’organise et cherche à se faire entendre en organisant des manifestations : en 1969, des Amérindiens occupent l'île d'Alcatraz à San Francisco auquel ils assimilent les réserves du pays ; en 1972, ils prennent le Bureau des affaires indiennes ; en 1973, ils investissent celui de Wounded Knee et rappellent que de les Amérindiens ont été spolies de nombre de leurs terres. En 1975, l’Indian Self-Determination and Education Act (en) réaffirme la souveraineté du conseil tribal. En 1977 est institué un Secrétaire aux Affaires indiennes, qui fut longtemps un Blackfoot, Forrest Gerard. En 1978, des Amérindiens entament une grande marche qui relie San Francisco à la capitale fédérale : ils dénoncent les atteintes à l’environnement ainsi que le matérialisme, et refusent l’assimilation. La même année, l’American Indian Religious Freedom Act (en) complète les droits obtenus en offrant la garantie de la liberté de culte pour les Amérindiens. En 1988, l’Indian Gaming Regulatory Act (en) permet aux nations amérindiennes d'ouvrir des casinos.[réf. nécessaire]

#### Réveil amérindien

##### Croissance démographique
En premier lieu, les Amérindiens connaissent une renaissance démographique au cours du XXe siècle. En 1900, on pouvait compter 237 196 Amérindiens aux États-Unis. D’après les différents recensements, ils sont 800 000 en 1970, 1,4 million en 1980 et 2,8 millions en 2004, soit un peu plus de 1 % de la population totale. En 2004, dans deux États du Sud-Ouest (Nouveau-Mexique et Arizona), les Amérindiens représentent une part significative de la population, puisqu’elle dépasse les 5 % du total. Moins d’un tiers des Amérindiens vit actuellement dans des réserves,, qui sont pour la plupart concentrées à l’ouest du fleuve Mississippi. Beaucoup résident dans les grandes villes : on peut recenser plus de 85 000 Indiens à New York. Les deux tribus les plus importantes en nombre sont les Cherokees (729 513) et les Navajos (298 197).

##### Réussite économique et sociale

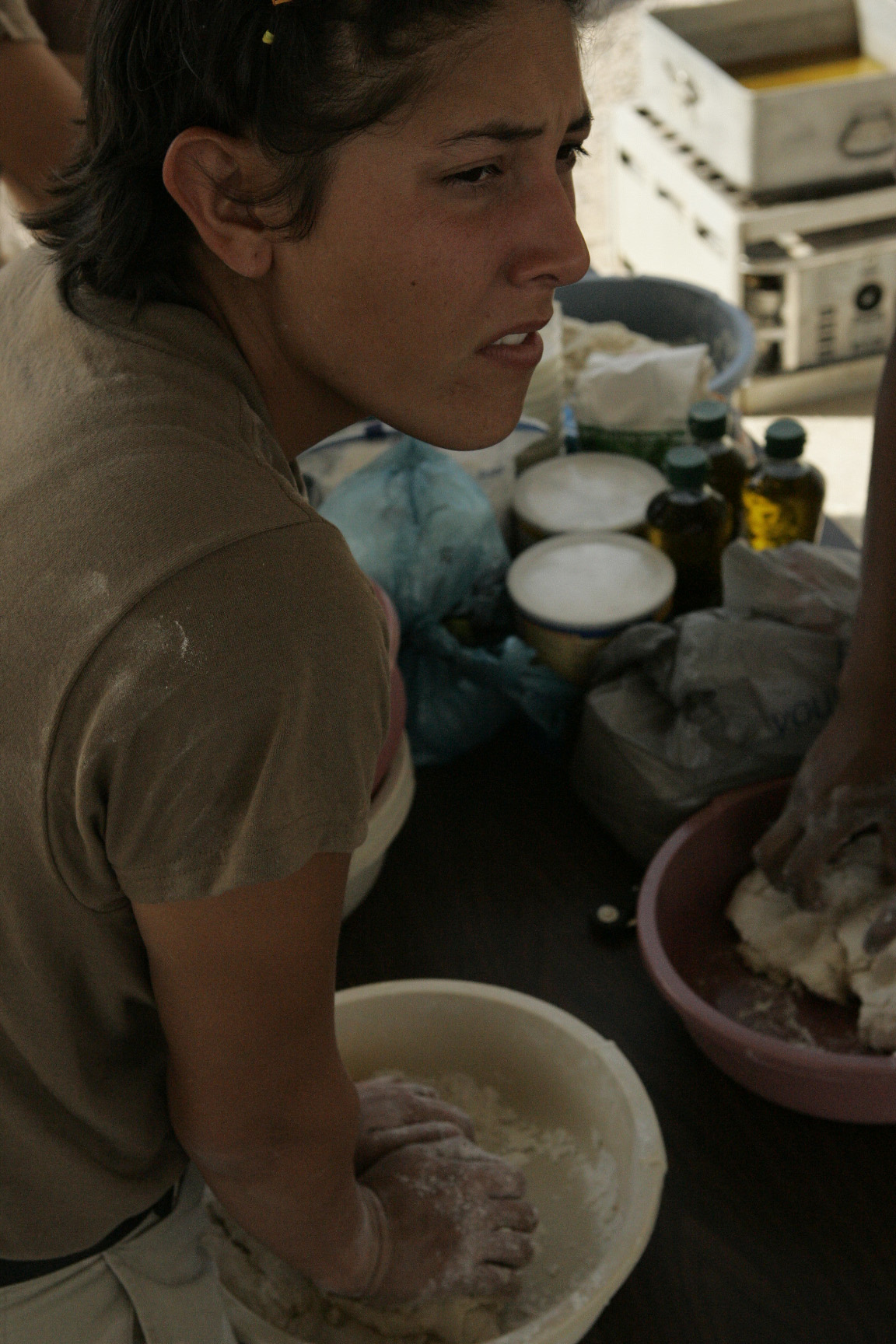
Stacy R. Scott, une jeune Américaine d’origine creek, préparant un pow-wow à Camp Taqaddum, en Irak, en 2004.

Certains Amérindiens ont réussi à s’intégrer socialement à la société américaine contemporaine : ainsi, on a pu voir des succès individuels remarquables : N. Scott Momaday reçoit le prix Pulitzer en 1969. Aux élections à mi-mandat de 2018, les démocrates Deb Haaland et Sharice Davids sont devenues les deux premières femmes amérindiennes élues au Congrès des États-Unis, la première représentant le Nouveau-Mexique, la seconde le Kansas.
En 1980, les Amérindiens obtiennent l'autorisation d'ouvrir et de gérer des casinos. En 2004, ils avaient ouvert 350 établissements de jeu dans le pays qui rapportent 12 milliards d’euros par an,. Cette activité, appelée « Nouveau bison », a permis à beaucoup de tribus de s’enrichir et de se développer. Ainsi, les Arapahos se sont lancés dans l’industrie des jeux de hasard et ont monté l’Arapaho Casino, dans l’État du Wyoming. Entre 1990 et 2000, le revenu moyen par habitant des Amérindiens a progressé de 27 %. Les Amérindiens restent organisés en tribus qui ont chacune un chef et/ou un conseil tribal et qui peuvent organiser des référendums ou faire valoir leurs droits devant la justice fédérale. Certaines, comme les Cherokees, disposent d’une constitution qui affirme des droits. Les tribus reçoivent une aide fédérale proportionnelle au nombre de leurs membres. En vertu des traités signés au XIXe siècle, certaines d’entre elles reçoivent un dédommagement pour avoir été spoliées de leurs terres : c’est le cas des Séminoles noirs de Floride qui ont reçu 56 millions de dollars au début du XXIe siècle.
Le gouvernement des États-Unis qui est en litige, parfois depuis les années 1960, avec des nations amérindiennes concernant l'exploitation des ressources de leurs réserves, a payé entre 2010 et 2014 et réglé à 80 tribus une somme de 2,61 milliards de dollars américains pour y mettre fin. L'administration Obama a accéléré le processus à la suite de demandes des avocats de ces tribus en 2009.
Aujourd’hui, les réserves indiennes disposent de journaux (le Navajo Times par exemple) qui rendent publiques les décisions du conseil tribal. Si les conditions de vie se sont globalement améliorées, les communautés souffrent toujours de nombreux problèmes : SIDA, violence, alcoolisme, pauvreté, isolement sont des fléaux qui touchent particulièrement les Amérindiens.
|                   | Salaire annuel moyen en $ (hommes) | Salaire annuel moyen en $ (femmes) | Taux de pauvreté (en %) | Niveau secondaire ou plus (en %) | Chômage (en %) |
| ----------------- | ---------------------------------- | ---------------------------------- | ----------------------- | -------------------------------- | -------------- |
| Moyenne nationale | 37 057                             | 27 194                             | 12,4                    | 80,4                             | 3,7            |
| Amérindiens       | 28 919                             | 22 762                             | 25,7                    | 74,7                             | 6,6            |

Les chiffres du tableau ci-dessus montrent que l’assimilation de la population amérindienne au Melting pot national, bien qu’en progrès, est encore limitée en 1999. De plus il existe encore d’importantes disparités entre les tribus. Par exemple, les taux de pauvreté des Navajos et des Sioux atteignent respectivement 37 et 38,9 % alors qu’il est d’environ 18 % pour d’autres tribus.[réf. nécessaire]

##### Une reconstruction culturelle
Plusieurs Américains d’origine amérindienne participent aux opérations dans la guerre d’Irak. Les Cherokees ont même dansé un pow-wow, preuve que les Amérindiens assument de plus en plus leurs traditions ancestrales. Il existe en 2004 trente stations de radios amérindiennes aux États-Unis. Pour reconstruire leur identité, les tribus organisent des chasses au bison, des ateliers de tissage ou de poteries ou des cours de langue. Dans l’État du Minnesota, les Chippewas cultivent de façon traditionnelle le riz sauvage qu’ils appellent manoomin. Ce renouveau culturel séduit en particulier les jeunes générations.[réf. nécessaire]

##### Représentations des natifs américains dans le sport
Aux États-Unis et au Canada, une controverse existe depuis vingt ans au sujet des surnoms faisant directement référence aux amérindiens et leur culture. Les communautés natives américaines demandant des changements de surnom, nom ou toute référence, qu'elles considèrent être insultant. Les critiques y voient la perpétuation des stéréotypes à travers le sport professionnel, universitaire mais aussi au niveau locale via les lycées « (High School) ». L'utilisation des mascottes amérindiennes, surnoms pour les équipes sportives ou toute représentation de la culture amérindienne est assimilé à de l'appropriation culturelle.[réf. nécessaire]
Les Redskins de Washington en NFL ou encore Indians de Cleveland en MLB sont les cas les plus médiatiques. En janvier 2018, les Indians de Cleveland de la MLB, annonce l'abandon de l’utilisation de l'image de leur mascotte, baptisée Chief Wahoo : considérée comme une caricature raciste d'un chef amérindien. En NFL, Daniel Snyder (propriétaire de la franchise de Washington) réfutait le caractère offensant du nom de la franchise, en soulignant les traditions et que selon des sondages auprès des communautés natives, le nom des Redskins n’était pas perçu comme péjoratif. Daniel Snyder déclara en 2013 dans la presse, qu'il ne changerait « jamais » le surnom de l'équipe.En 2020, sous la pression d'importants sponsors dont FedEx ou encore Nike, et un contexte de mouvements et manifestations en faveur des minorités, la franchise accepte de changer de nom.
En 2005, en NCAA, à la suite d'un rapport propre à la NCAA, plusieurs universités américaines abandonnent les surnoms ou références à la culture amérindienne et ainsi éviter des sanctions. Ce fut le cas de l'Université d'État de l'Arkansas troquant le surnom des « Indians » par Red Wolves pour toutes les équipes sportives à partir de 2008.

## Statut des Amérindiens
Les lois fédérales des États-Unis offrent certains droits aux minorités indiennes, aux individus et aux communautés. Ces droits sont gérés par le bureau des affaires indiennes.[réf. nécessaire]

## Héritage amérindien dans la culture américaine

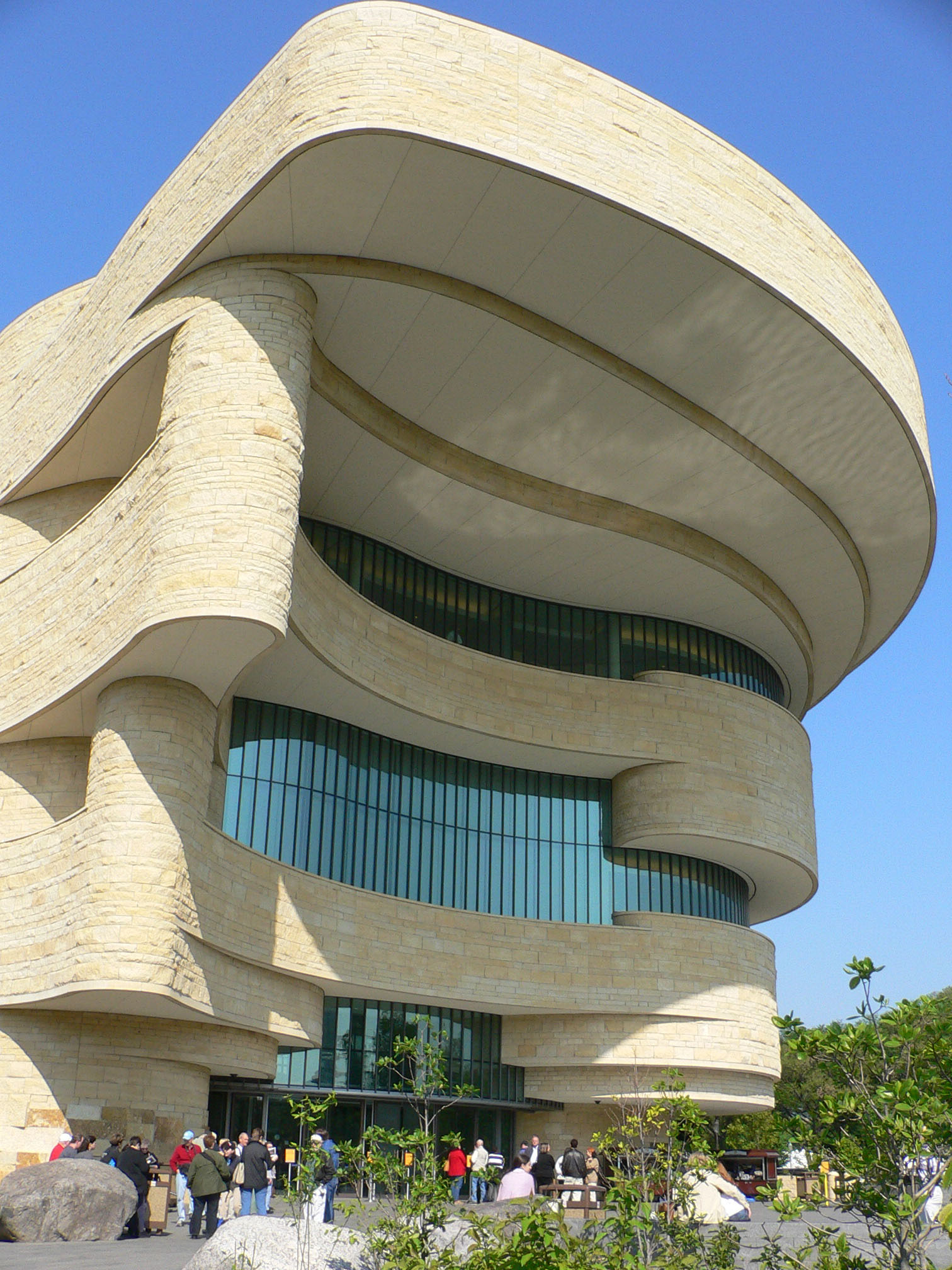
National Museum of the American Indian, Washington.

Dans les années 1960, sous l’influence du Red Power et des mouvements écologistes, on a redécouvert l’héritage et la civilisation des amérindiens. Ainsi en Californie, le Native American Day (le quatrième lundi de septembre) est l’occasion de rendre hommage aux Indiens de l’État, les enseignants sont invités à parler de la culture indienne dans les écoles. Depuis 2004, les cours d’histoire indienne sont obligatoires dans les écoles élémentaires du Maine.
Reconstituer l’histoire des peuples amérindiens est relativement difficile pour les périodes les plus reculées. Sans écriture, les Amérindiens ont peu transformé leur milieu et laissé peu de traces anciennes. Néanmoins, la culture amérindienne a influencé les toponymes : plusieurs États fédérés (Ohio, Michigan, Idaho, Massachusetts, etc.) et plusieurs villes (Seattle par exemple) portent un nom d’origine indienne. De nombreux cours d'eau (Mississippi, Missouri) et éléments de géographie physique ont été puisés dans la langue des Amérindiens. Les Amérindiens ont également appris aux Européens la culture de plantes qui connurent ensuite un grand succès : tomate, pomme de terre, maïs et tabac. Enfin certains mots anglais rappellent leurs origines indiennes (anorak, mocassin, canoë, toboggan, etc.).[réf. nécessaire]

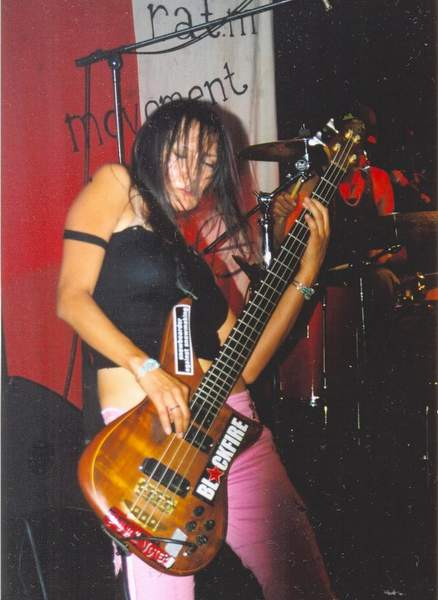
Blackfire, groupe navajo de rock, en concert à Prague en 2004.

Dès le XIXe siècle, les Américains blancs se sont intéressés aux cultures amérindiennes : les anthropologues tels que Lewis Henry Morgan, Alfred Louis Kroeber, James R. Walker ou Robert Harry Lowie ont étudié leurs coutumes et leur vie quotidienne. Mais c’est surtout depuis quelques années que les États-Unis réhabilitent l’héritage amérindien : à New York, le National Museum of the American Indian (musée national des Indiens d’Amérique) abrite environ un million d’objets des origines à aujourd’hui. Une autre partie des collections se trouve à Washington dans un bâtiment dessiné par Douglas J. Cardinal et ouvert en 2004. Il s’agit d’une institution qui avait été créée à la suite d’une loi votée par le Congrès en 1989. Le cinéma hollywoodien, qui a tourné plus de 4 000 films sur les Amérindiens (depuis le mythe du bon sauvage ou de l'Indien rusé assoiffé de sang des débuts à l'Indien alcoolique dans Mémoires de nos pères), a contribué au changement de regard des Américains sur les premiers peuples, avec des films comme La Flèche brisée, Little Big Man, Danse avec les loups, Phoenix Arizona ou Atanarjuat. Mais certains spécialistes écornent l’image romantique de l’Indien respectueux de la nature : plusieurs scientifiques montrent que des tribus ont contribué au recul de la forêt et participé à l’extinction du bison en profitant du commerce des peaux avec les Blancs. En outre, les dernières découvertes archéologiques remettent en cause l’origine unique du peuplement des Amériques par les populations venues d’Asie, ce qui a des conséquences sur certaines revendications indiennes notamment nationalistes.[réf. nécessaire]
Néanmoins, ces critiques anti-indiennes sont en premier lieu liées au contexte des États-Unis d'Amérique, où la conscience nationale est basée sur les valeurs chrétiennes protestantes : la laïcité américaine ne concernait d'abord que les chrétiens, descendants des colons qui s'installèrent sur les territoires des Indiens, et qui en furent chassés, ou qui les abandonnèrent face à la pression coloniale européenne ; cette laïcité américaine était une tolérance entre les différentes sectes chrétiennes reconnues, et considérait les cultures amérindiennes comme païennes, et donc, à abattre absolument, soit par la conversion et une propagande anti-indienne élaborée idéologiquement par la dévalorisation systématique de leurs croyances en faisant de quelques exactions commises par des Indiens, ou ripostes armées d'Indiens face aux attaques coloniales, une règle générale « prouvant » la « sauvagerie » des Indiens, sans distinction aucune, ni volonté de comprendre les sagesses amérindiennes (ainsi dévalorisées d'office par la pensée coloniale chrétienne cherchant à annihiler tout « paganisme » en Amérique du Nord), ou soit par la menace physique (création de famines, de propagations de maladies, de corruption par l'alcool, d'expulsions de territoire, etc.) ou l'extermination (massacre, par le 7e régiment de cavalerie, de 153 Sioux, hommes, femmes et enfants, à Wounded Knee, le 29/12/1890, par exemple)[réf. nécessaire].
De plus, la culture des chrétiens blancs était idéologiquement endogame et refusait systématiquement qu'un Indien païen (comme un Noir) puisse s'unir à une Blanche, même si cet Indien se convertissait au christianisme protestant (attitude dont le reliquat est le Ku Klux Klan, proche du nazisme dans son idéologie, et toujours autorisé aux États-Unis). En 1881, Helen Hunt Jackson rappelait ainsi dans son ouvrage A Century of Dishonor les mauvais traitements infligés aux Indiens par les colons charriant les « promesses non tenues, des traités déchirés et des os blanchis. ».

## Listes des grandes tribus
Aux États-Unis en 2010, onze tribus comptent plus de 50 000 personnes : les Apaches, les Cherokees, les Chactas, les Chicachas, les Creeks, les Iroquois, les Lumbees, les Navajos, les Ojibwés, les Pueblos et les Sioux.

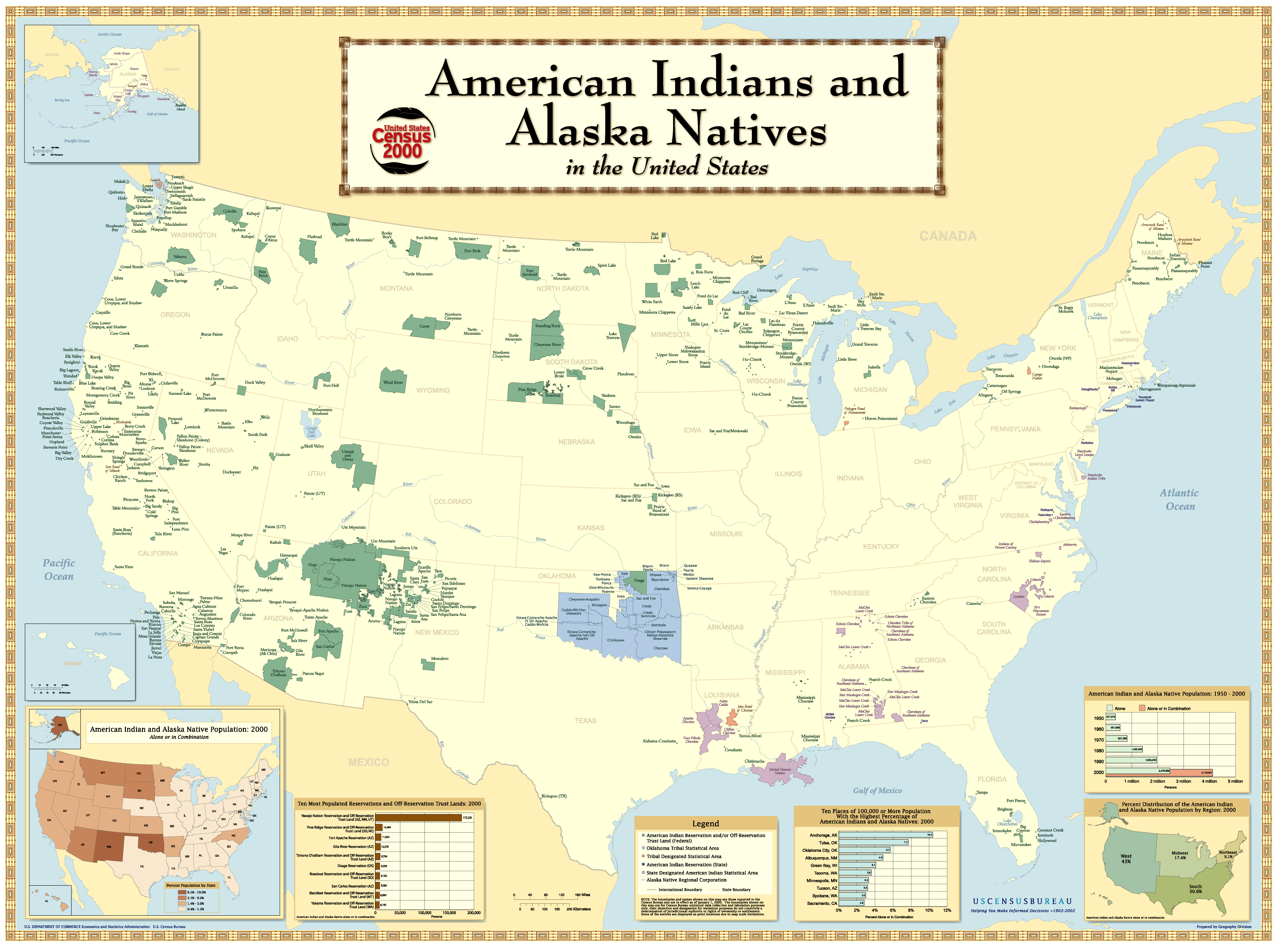
Carte des réserves indiennes aux États-Unis.

Il existe de nombreux peuples et tribus, dont les plus connus sont :
- Algonquins (forêts de l’Est) ;
- Apaches (Sud-Ouest) ;
- Cherokees (Sud-Est) ;
- Cheyennes (Grandes Plaines) ;
- Comanches (Grandes Plaines) ;
- Cris (Canada et États-Unis, entre les montagnes Rocheuses et l'océan Atlantique) ;
- Hurons-Wendat (forêts de l’Est) ;
- Iroquois (forêts de l’Est) ;
- Lenapes (Nord-Est) ;
- Micmacs (forêts de l’Est) ;
- Mohaves (Californie) ;
- Navajos (Sud-Ouest) ;
- Ojibwés (Grandes Plaines) ;
- Omahas (Grandes Plaines) ;
- Pueblos (Sud-Ouest) ;
- Sioux (Grandes Plaines).

### Distribution de la population
| Tribu                                                    | Amérindien des États-Unis seul | Amérindien des États-Unis seul | Amérindien des États-Unis combiné à une ou plusieurs catégories ethniques | Amérindien des États-Unis combiné à une ou plusieurs catégories ethniques | Total     |
| Tribu                                                    | Une tribu rapportée            | Plus d'une tribu rapportée     | Une tribu rapportée                                                       | Plus d'une tribu rapportée                                                | Total     |
| -------------------------------------------------------- | ------------------------------ | ------------------------------ | ------------------------------------------------------------------------- | ------------------------------------------------------------------------- | --------- |
| Total                                                    | 2 879 638                      | 52 610                         | 2 209 267                                                                 | 79 064                                                                    | 5 220 579 |
| Apaches                                                  | 63 193                         | 6 501                          | 33 303                                                                    | 8 813                                                                     | 111 810   |
| Chactas                                                  | 103 910                        | 6 398                          | 72 101                                                                    | 13 355                                                                    | 195 764   |
| Cherokees                                                | 284 247                        | 16 216                         | 468 082                                                                   | 50 560                                                                    | 819 105   |
| Cheyennes                                                | 11 375                         | 1 118                          | 5 311                                                                     | 1 247                                                                     | 19 051    |
| Chicachas                                                | 27 973                         | 2 233                          | 19 220                                                                    | 2 852                                                                     | 52 278    |
| Colville                                                 | 8 114                          | 200                            | 2 148                                                                     | 87                                                                        | 10 549    |
| Comanches                                                | 12 284                         | 1 1187                         | 8 131                                                                     | 1 728                                                                     | 23 330    |
| Cris                                                     | 2 211                          | 739                            | 4 023                                                                     | 1 010                                                                     | 7 983     |
| Creeks                                                   | 48 352                         | 4 596                          | 30 618                                                                    | 4 766                                                                     | 88 332    |
| Crows                                                    | 10 332                         | 528                            | 3 309                                                                     | 1 034                                                                     | 15 203    |
| Delaware                                                 | 7 843                          | 372                            | 9 439                                                                     | 610                                                                       | 18 264    |
| Houmas                                                   | 8 169                          | 71                             | 2 438                                                                     | 90                                                                        | 10 768    |
| Iroquois                                                 | 40 570                         | 1 891                          | 34 490                                                                    | 4 051                                                                     | 81 002    |
| Indiens d'Amérique du Sud                                | 20 901                         | 479                            | 25 015                                                                    | 838                                                                       | 47 233    |
| Indiens mexico-américains                                | 121 221                        | 2 329                          | 49 670                                                                    | 2 274                                                                     | 175 494   |
| Kiowas                                                   | 9 437                          | 918                            | 2 947                                                                     | 485                                                                       | 13 787    |
| Lumbees                                                  | 62 306                         | 651                            | 10 039                                                                    | 695                                                                       | 73 691    |
| Menominees                                               | 8 374                          | 253                            | 2 330                                                                     | 176                                                                       | 11 133    |
| Navajos                                                  | 286 731                        | 8 285                          | 32 918                                                                    | 4 195                                                                     | 332 129   |
| Ojibwés                                                  | 112 757                        | 2 645                          | 52 091                                                                    | 3 249                                                                     | 170 742   |
| Osages                                                   | 8 938                          | 1 125                          | 7 090                                                                     | 1 423                                                                     | 18 576    |
| Outaouais                                                | 7 272                          | 776                            | 4 274                                                                     | 711                                                                       | 13 033    |
| Païutes                                                  | 9 340                          | 865                            | 3 135                                                                     | 427                                                                       | 13 767    |
| Pieds-Noirs                                              | 27 279                         | 4 519                          | 54 109                                                                    | 19 397                                                                    | 105 304   |
| Pimas                                                    | 22 040                         | 1 165                          | 3 116                                                                     | 334                                                                       | 26 655    |
| Potéouatamis                                             | 20 412                         | 462                            | 12 249                                                                    | 648                                                                       | 33 771    |
| Pueblos                                                  | 49 695                         | 2 331                          | 9 568                                                                     | 946                                                                       | 62 540    |
| Puget Sound Salish                                       | 14 320                         | 215                            | 5 540                                                                     | 185                                                                       | 20 260    |
| Séminoles                                                | 14 080                         | 2 368                          | 12 447                                                                    | 3 076                                                                     | 31 971    |
| Shoshones                                                | 7 852                          | 610                            | 3 969                                                                     | 571                                                                       | 13 002    |
| Sioux                                                    | 112 176                        | 4 301                          | 46 964                                                                    | 6 669                                                                     | 170 110   |
| Tohono O'odham                                           | 19 522                         | 725                            | 3 033                                                                     | 198                                                                       | 23 478    |
| Utes                                                     | 7 435                          | 785                            | 2 802                                                                     | 469                                                                       | 11 491    |
| Yakamas                                                  | 8 786                          | 310                            | 2 207                                                                     | 224                                                                       | 11 527    |
| Yaquis                                                   | 21 679                         | 1 516                          | 8 183                                                                     | 1 217                                                                     | 32 595    |
| Quechans                                                 | 7 727                          | 551                            | 1 642                                                                     | 169                                                                       | 10 089    |
| Autres tribus amérindiennes spécifiées                   | 326 510                        | 6 536                          | 163 987                                                                   | 14 401                                                                    | 521 434   |
| Tribu amérindienne non spécifiée                         | 131 943                        | 117 102                        | 188                                                                       | 72                                                                        | 234 320   |
| Total amérindiens                                        | 2 067 306                      | 96 887                         | 1 314 126                                                                 | 153 252                                                                   | 3 631 571 |
| Athabaskans d'Alaska                                     | 15 623                         | 804                            | 5 531                                                                     | 526                                                                       | 22 484    |
| Aléoutes                                                 | 11 920                         | 723                            | 6 108                                                                     | 531                                                                       | 19 282    |
| Iñupiat                                                  | 24 859                         | 877                            | 7 051                                                                     | 573                                                                       | 33 360    |
| Tlingits-Haïdas                                          | 15 256                         | 859                            | 9 331                                                                     | 634                                                                       | 26 080    |
| Tsimshians                                               | 2 307                          | 240                            | 1 010                                                                     | 198                                                                       | 3 755     |
| Yupiks                                                   | 28 927                         | 691                            | 3 961                                                                     | 310                                                                       | 33 889    |
| Tribu autochtone d'Alaska non spécifiée                  | 19 731                         | 173                            | 9 896                                                                     | 133                                                                       | 29 933    |
| Total autochtones d'Alaska                               | 118 623                        | 4 367                          | 42 888                                                                    | 2 905                                                                     | 168 783   |
| Tribus amérindienne ou autochtone d'Alaska non spécifiée | 693 709                        | 0                              | 852 253                                                                   | 1                                                                         | 1 545 963 |